# 基隆市
基隆市是中華民國臺灣省的市，位於臺灣東北部，古名雞籠，以谷灣之天然港灣著名，乃臺灣最北端的都市，位於市中心的基隆港則是北臺灣首要航運樞紐，因而有臺灣頭、臺灣北玄關之稱，亦因氣候多雨別稱雨港、雨都，與高雄並列為臺灣兩大港市。全市劃分為7個區，人口逾36萬人；轄內95%土地為丘陵地，東、西、南三面環山與新北市相鄰，僅北面之環港區域有少量平地與東海毗鄰、南面沿基隆河有狹窄的河谷地可供發展。
基隆在17世紀臺灣信史記載早期，即有漢族等外來移民入墾，與世居於此的平埔族原住民共處，而西班牙人更曾以基隆的和平島做為經略臺灣的基地；但到了清治雍正年間以後，基隆才逐漸有大批漢族移入進行開墾，而發展成為市鎮。清治末期，基隆因航運地理位置優越、加上周邊有豐富的煤礦蘊藏，於1875年正式設治、並將原名「雞籠」更改為「基隆」，開啟了都市發展的歷史。日治時代，統治當局將基隆建設為全臺首要交通門戶，大力進行港口興築與市區建設，使基隆崛起成為臺灣主要都市之一，人口排名曾僅次於臺北、臺南、高雄躍居全臺第四，此後長期為臺灣首要航運樞紐。日治中期的1924年，基隆正式建市；進入中華民國時代後改置省轄市，仍為全臺航運樞紐。然而經歷十大建設後臺灣航運中心南移、市區發展腹地受限、港口擴建計畫受阻、加上鄰近臺北造成的磁吸效應，1990年代以後轉型為臺北都會區的衛星都市。
基隆市與鄰近之數個新北市行政區組成的大基隆地區，為臺灣地理分區之一。憑藉著歷史遺跡與依山傍海的自然資源，基隆也是北臺灣觀光地之一，並擁有廟口夜市、巷弄小吃、豐富海產等獨具港都特色的美食文化。

## 歷史
基隆古稱「雞籠」，一說得名自凱達格蘭族的諧音，另一說係因海濱的和平島狀似「雞籠」而得名。17世紀時，西班牙人和荷蘭人曾先後佔領過基隆，並以「大雞籠嶼」（今和平島）為基地殖民臺灣北部，為雞籠開發之始。之後，鄭氏王朝在南臺灣打敗荷蘭人之後，也於1668年揮軍北上，將殘餘駐守在雞籠的荷蘭人驅離，至今在和平島還有荷蘭人臨走前所留下的「蕃字洞」遺跡。
進入清治時代後，雞籠大部分地區仍為未開發之地，直到1723年，來自福建漳州的移民開始入墾雞籠，並興建崁仔頂街，此乃今日基隆市街創建之始，之後逐漸有漢人移民移入開墾。19世紀西方列強東來後，美國海軍調查到雞籠擁有豐富的煤礦層及優良港灣，建議其政府派軍佔領，在鴉片戰爭時也有英國軍艦前來叩關；在英法聯軍之役之後的1863年，雞籠終於隨著臺灣開港而開放為貿易港。1867年12月18日發生臺灣史上罕見的嚴重海嘯，數百人被沖走喪生。1875年，雞籠正式設治，並取「基地昌隆」之意改名為「基隆」。
清光緒十年（1884年），中法戰爭臺灣戰事（俗稱西仔反）爆發，法國軍隊曾多次攻佔基隆以作為封鎖中國大陸的跳板。中法戰爭結束後，臺灣於1885年建省，由同治中興名將劉銘傳擔任首位巡撫。當時因淡水港逐漸淤塞，劉銘傳計畫將港灣形勢優越但交通不便的基隆做為臺灣北部的主要門戶，以基隆為臺灣鐵路起點、著手於基隆興築港口設施，並積極整頓臺灣第一座官方煤礦，但其計劃因甲午戰爭爆發而未能完全實行。
進入日治時代後，日本將基隆建設為臺灣與日本內地的轉運樞紐，並從1899年開始到1935年進行了四期的基隆港築港工程，將基隆港建設為軍、商、漁三用途的港埠，此使基隆躍升為日治時代臺灣主要的門戶都市。另一方面，由於周邊地區的礦業在日本的積極開發下逐漸發達，基隆也成為了臺灣礦產主要的輸出港口。港口貿易加上礦業的興盛，奠定基隆今日的都市基礎。日本人還實施「市區改正」，大幅重劃市區街廓，並積極整治市內河川。

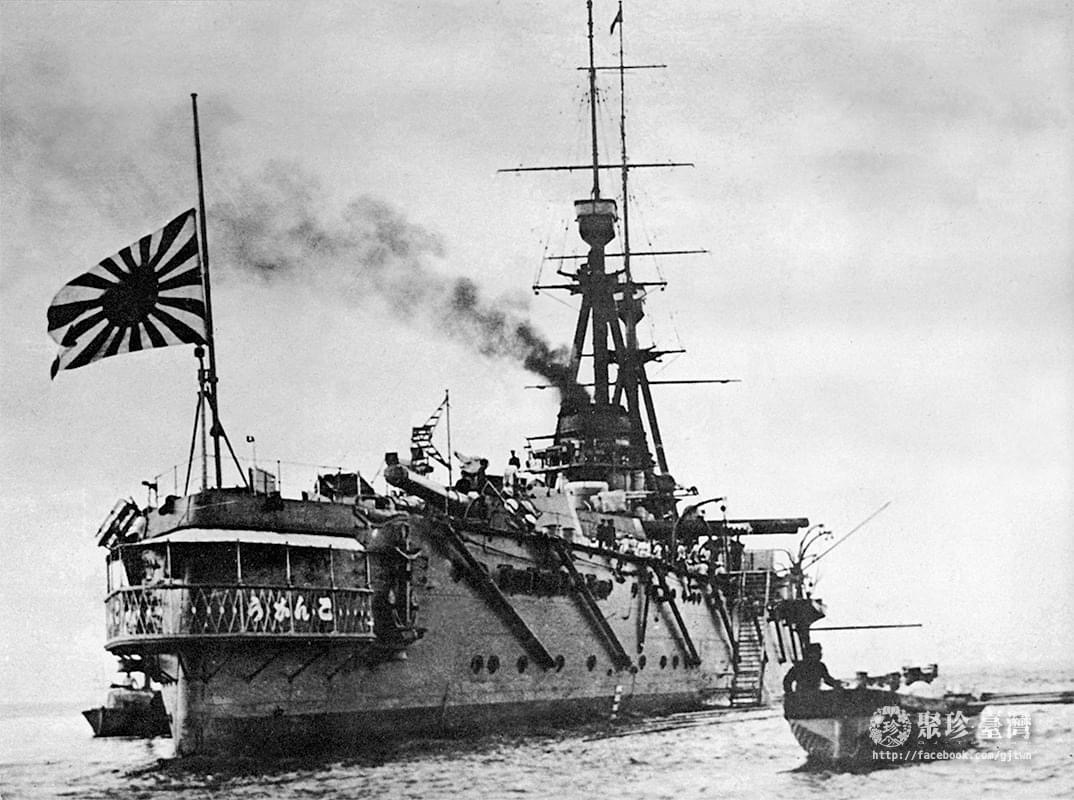
1923年（大正12年）4月16日，攝政皇太子裕仁親王抵台訪問，停泊在基隆港外的御召艦金剛號

1920年，臺北州基隆郡設立，並另劃市區部分設置基隆街。1924年，基隆街升格為基隆市，為臺北州轄下的州轄市，乃基隆建市之始。二戰爆發前的1940年，基隆市計有9.5萬人，僅次於臺北市32.8萬、臺南市14萬、高雄市12.7萬，為臺灣第四大城，其中有2.3萬為內地人（日本人）。1941年太平洋戰爭爆發，基隆由於其主要物資吞吐港及海軍基地的地位，在大戰末期首當其衝，成為美軍轟炸的首要目標，港區幾成廢墟。
二戰結束後，臺灣進入中華民國時代，基隆市改制為新設的臺灣省下轄之省轄市。戰後初期，基隆為日本人引揚歸國及中華民國政府接收臺灣的主要出入點；1947年爆發的二二八事件，基隆為影響最劇的地方之一。1949年中華民國政府遷臺後，基隆湧進大量國軍官兵與眷屬，並負責接收逃難臺灣的中國大陸移民，之後美軍開始駐紮，基隆也進入新的都市成長期，市區開始向周邊丘陵地帶外延。基隆的礦工業經過復建後再度興盛，採煤業在1968年達到高峰；而基隆港因應臺灣經濟的快速成長，從1960年代開始進行了多次擴建，雖在1960年代起落後於高雄港成為臺灣第二大港，到1984年也已名列世界第7大貨櫃港。
1980年代以來，由於腹地過小、新港興建計劃受阻、加上國內外鄰近港口的競爭，基隆港的運輸量逐漸衰退，加上1970年代後礦業的沒落，連帶影響基隆整個城市的競爭力；從客觀數據佐證，基隆無論郊區或港區，其零售店鋪經營時間逐漸縮短，但歇業時間卻逐漸加長，屬於零售持續衰退的地緣區。但另一方面，因為鄰近臺北，基隆市轉型成為臺北都會區主要衛星城市之一，而位處臺灣北部海岸線的中心位置，也促使基隆市觀光產業的蓬勃發展。進入1990年代後，為了使基隆從原本純粹的港埠都市轉型，基隆市政府陸續推動多項都市再生計畫（例如基隆車站改建、大基隆歷史場景再現計畫），冀望再度將基隆打造成臺灣的門戶都市；除此之外，亦有將基隆市併入臺北的構想。

## 地理

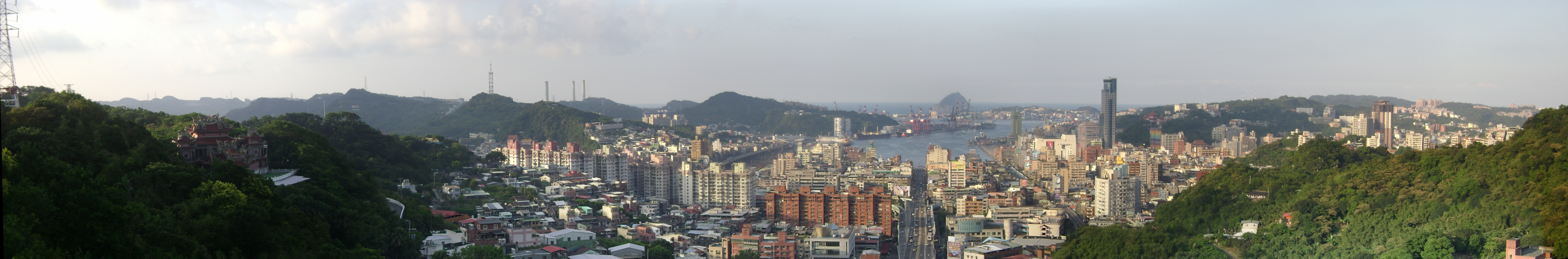
從獅球嶺俯瞰基隆市中心及港區。左方三根煙囪為協和發電廠，市區環繞之水域為基隆港，中央之高架道路為中山高基隆端，中央偏右側之高樓為華冠大樓，遠處外海島嶼則為基隆嶼

基隆北臨東海，是座多山多水的都市，除了基隆港周圍和基隆河兩側有狹窄的平原之外，其他地方均為丘陵地，並緊鄰海岸線，丘陵之間又有不少河流貫穿其中，造就基隆市擁擠的都市景觀，以及隨處可見的橋樑及隧道設施。基隆港外側有和平島、基隆嶼環繞。

### 地形
「基隆市區1962年及1970年版大比例尺地形航拍圖（一千二百分之一） （页面存档备份，存于）」 
基隆市的地勢多丘陵而少平地，東側及西側各被基隆火山群及五指山山脈環繞。市內人口適居的平地主要聚集於基隆港沿岸、海岸線及基隆河河谷一帶，其餘地區大多為山坡地所密佈；全市山地雖然普遍不高，但大多為陡坡，對城市的發展與擴張造成很大的阻礙。丘陵地遍布的影響，導致市內住宅區大多位於丘陵地上。從市中心到周圍的山坡地到處佈滿各式建築，而市郊的丘陵地上更可見到處聳立新式的公寓大廈群。
位於市區南側的獅球嶺，為基隆對島內城鎮聯繫的必經之路，而以獅球嶺為中心左右延伸的丘陵地，構成了基隆市重要的地理分界線。獅球嶺以北為市區及港口所在，是基隆市的精華地帶；以南則為基隆河谷，碇內、暖暖、八堵、七堵、六堵、五堵等郊區市街聚落皆沿河而建。昔日臺灣東西部交通不便的年代，基隆河因著水利之便而成為重要的交通路線，河岸的各個聚落因而崛起；而今日，基隆河谷仍為基隆市對外聯絡的主要通道，縱貫公路、中山高速公路、萬瑞快速道路、縱貫鐵路及宜蘭線鐵路皆沿著基隆河岸興建。

### 水文
基隆市的河川可分為兩大系統，以獅球嶺為分水嶺，主要分為基隆港水系、基隆河水系兩大流域；除了基隆河及市區內河流以外，其他河川大多短小且流量不穩。基隆港水系的主要四條河川貫穿市區，早期更具有航運功能，昔日與獅球嶺、佛祖嶺並稱為「兩嶺四港門」，為基隆市區重要的地形象徵；其中西定河和南榮河的下游在日治時代進行整治，並將兩條河道合併成一條運河，稱為旭川河。田寮河及牛稠港原為塗灘地，也在日治時代分別整治為運河和碼頭。
| - 基隆港水系 - 旭川（基隆運河） - 南榮河（石硬港） - 西定河（蚵殼港） - 田寮河（田寮港） - 牛稠港溪（牛稠港；台灣第一條人工運河） - 沙灣溪 | - 基隆河水系 - 基隆河 - 深澳坑溪 - 大水窟溪 - 暖暖溪 - 大武崙溪 - 石厝坑溪 - 瑪陵坑溪 - 友蚋溪 - 拔西猴溪 | - 水源地及湖泊 - 西勢水庫（台灣第一座現代化水庫） - 新山水庫 - 八堵攔河堰 - 情人湖 |

### 氣候
基隆位處亞熱帶季風氣候，冬季受東北季風經過海洋及因背山面海的原因造成潮濕多雨，夏季受西南季風要越過山嶺才能到達之因，冬雨多於夏雨，雖位居台灣之最北端，但相當炎熱。
基隆在冬季前後陰溼多雨，「雨港」之名因此而來。進入冬季時，基隆正好處於東北季風從中國大陸北方南下至台灣的迎風面地帶，加上多山的地形干擾季風進入內陸，導致基隆在每年12月進入冬季後，便壟罩在陰溼多雨的氣候當中，但下的雨多為綿綿細雨；特別於冬季和春季交際之時，基隆港區及市中心時常發生大霧，嚴重時甚至使基隆港的港務運作被迫停擺，但也有人將這種天氣賦予「霧鎖雨港」的美稱。
不過進入1990年代後，隨著全球氣候變遷的影響，基隆的年降雨量有遞減的跡象，其中幾年還出現過乾旱。
| 基隆（平均數據1991-2020年，極端數據1946-2021年更新中） | 基隆（平均數據1991-2020年，極端數據1946-2021年更新中） | 基隆（平均數據1991-2020年，極端數據1946-2021年更新中） | 基隆（平均數據1991-2020年，極端數據1946-2021年更新中） | 基隆（平均數據1991-2020年，極端數據1946-2021年更新中） | 基隆（平均數據1991-2020年，極端數據1946-2021年更新中） | 基隆（平均數據1991-2020年，極端數據1946-2021年更新中） | 基隆（平均數據1991-2020年，極端數據1946-2021年更新中） | 基隆（平均數據1991-2020年，極端數據1946-2021年更新中） | 基隆（平均數據1991-2020年，極端數據1946-2021年更新中） | 基隆（平均數據1991-2020年，極端數據1946-2021年更新中） | 基隆（平均數據1991-2020年，極端數據1946-2021年更新中） | 基隆（平均數據1991-2020年，極端數據1946-2021年更新中） | 基隆（平均數據1991-2020年，極端數據1946-2021年更新中） |
| 月份                                                   | 1月                                                    | 2月                                                    | 3月                                                    | 4月                                                    | 5月                                                    | 6月                                                    | 7月                                                    | 8月                                                    | 9月                                                    | 10月                                                   | 11月                                                   | 12月                                                   | 全年                                                   |
| ------------------------------------------------------ | ------------------------------------------------------ | ------------------------------------------------------ | ------------------------------------------------------ | ------------------------------------------------------ | ------------------------------------------------------ | ------------------------------------------------------ | ------------------------------------------------------ | ------------------------------------------------------ | ------------------------------------------------------ | ------------------------------------------------------ | ------------------------------------------------------ | ------------------------------------------------------ | ------------------------------------------------------ |
| 历史最高温 °C（°F）                                    | 32.1 (89.8)                                            | 31.2 (88.2)                                            | 33 (91)                                                | 35.2 (95.4)                                            | 37.3 (99.1)                                            | 37.6 (99.7)                                            | 38.8 (101.8)                                           | 38.5 (101.3)                                           | 37 (99)                                                | 34.3 (93.7)                                            | 32.4 (90.3)                                            | 30 (86)                                                | 38.8 (101.8)                                           |
| 平均高温 °C（°F）                                      | 18.4 (65.1)                                            | 19.1 (66.4)                                            | 21 (70)                                                | 24.7 (76.5)                                            | 28 (82)                                                | 31.2 (88.2)                                            | 33.3 (91.9)                                            | 32.5 (90.5)                                            | 29.8 (85.6)                                            | 26.1 (79.0)                                            | 23.6 (74.5)                                            | 20.1 (68.2)                                            | 25.7 (78.3)                                            |
| 日均气温 °C（°F）                                      | 16.1 (61.0)                                            | 16.4 (61.5)                                            | 18.1 (64.6)                                            | 21.6 (70.9)                                            | 24.8 (76.6)                                            | 27.6 (81.7)                                            | 29.5 (85.1)                                            | 29.1 (84.4)                                            | 27.2 (81.0)                                            | 24.2 (75.6)                                            | 21.5 (70.7)                                            | 18 (64)                                                | 22.8 (73.0)                                            |
| 平均低温 °C（°F）                                      | 14.2 (57.6)                                            | 14.3 (57.7)                                            | 15.7 (60.3)                                            | 19 (66)                                                | 22.3 (72.1)                                            | 25 (77)                                                | 26.7 (80.1)                                            | 26.5 (79.7)                                            | 25 (77)                                                | 22.4 (72.3)                                            | 19.6 (67.3)                                            | 16.1 (61.0)                                            | 20.6 (69.1)                                            |
| 历史最低温 °C（°F）                                    | 3.9 (39.0)                                             | 5.6 (42.1)                                             | 3.9 (39.0)                                             | 9.2 (48.6)                                             | 13.9 (57.0)                                            | 16.7 (62.1)                                            | 21.4 (70.5)                                            | 20.1 (68.2)                                            | 17.1 (62.8)                                            | 12.2 (54.0)                                            | 9.7 (49.5)                                             | 4.6 (40.3)                                             | 3.9 (39.0)                                             |
| 平均降雨量 mm（）                                      | 327.8 (12.91)                                          | 349.8 (13.77)                                          | 274.4 (10.80)                                          | 211 (8.3)                                              | 284.1 (11.19)                                          | 290.4 (11.43)                                          | 119.5 (4.70)                                           | 211.4 (8.32)                                           | 390.1 (15.36)                                          | 377.6 (14.87)                                          | 396.9 (15.63)                                          | 356.6 (14.04)                                          | 3,589.6 (141.32)                                       |
| 平均降雨天数（≥ 0.1 mm）                               | 19.6                                                   | 17.9                                                   | 18.7                                                   | 16                                                     | 16.1                                                   | 14.8                                                   | 8.5                                                    | 11.6                                                   | 15.2                                                   | 17.1                                                   | 18.6                                                   | 19.5                                                   | 193.6                                                  |
| 平均相對濕度（％）                                     | 78.5                                                   | 79.5                                                   | 79                                                     | 77.4                                                   | 77.4                                                   | 76.9                                                   | 71.9                                                   | 73.6                                                   | 75.3                                                   | 75.6                                                   | 77.1                                                   | 76.6                                                   | 76.6                                                   |
| 月均日照時數                                           | 52.6                                                   | 57.9                                                   | 80.6                                                   | 91.2                                                   | 111.9                                                  | 138.4                                                  | 229.2                                                  | 208.2                                                  | 147.4                                                  | 85.7                                                   | 65.3                                                   | 48.5                                                   | 1,316.9                                                |
| 来源：中央氣象局                                       |                                                        |                                                        |                                                        |                                                        |                                                        |                                                        |                                                        |                                                        |                                                        |                                                        |                                                        |                                                        |                                                        |

## 區劃及人口

### 行政區
1875年，清政府因應基隆的地位日漸重要，遂設置臺北分府通判，為基隆正式設官統治之始。1888年改設基隆廳，下轄金包里堡、基隆堡、三貂堡、石碇堡等4個堡（類似今日的「鄉」），又有「金雞貂石」之稱。
1895年進入日治時代後，基隆曾先後屬於臺北縣基隆支廳、臺北縣基隆辨務署、基隆廳、以及臺北廳基隆支廳管轄。1920年的日治時期最後一次行政區重劃時，改為設置臺北州基隆郡，郡役所（郡公所）位於今日的信二路立體停車場；而港區及市區部分於1924年與高雄同時升格為市脫離基隆郡管轄，由臺北州直轄。
1945年進入中華民國時代後，基隆市改制為省轄市，隸屬於臺灣省，基隆郡改為臺北縣基隆區，區署設於瑞芳鎮（原本基隆郡計劃改制設置省三縣，但未執行）。但基隆區在1950年全台縣市大重劃時被撤銷，所轄7個鄉鎮全部改為臺北縣直轄。1999年凍省實施，基隆市與其他4個臺灣省省轄市改為直接由中央政府監理。
基隆市改制省轄市之初，只轄有以港區為中心的5個行政區；原以編號順序命名（第一至五區），後改以行政區所在幹道命名，即現今各區使用之名稱。1947年，臺北縣基隆區七堵鄉改劃歸基隆市管轄成為七堵區，1949年將七堵區部分地區劃出設置暖暖區。1988年，基隆市政府調整除中正、信義兩區以外的行政區邊界，區數目維持不變。
經過2010年的五都升格，基隆市現在是臺灣省的外飛地，為唯一不和其他臺灣省屬縣市相連接的二級行政區，同時為臺灣戰後以來唯一未曾改制的省轄市。
基隆市共劃為仁愛區、中正區、信義區、中山區、安樂區、七堵區、暖暖區等7區，向下再細分為157里、3,331鄰（2022年4月止）。另外，和平島（社寮島、桶盤嶼、中山仔島）及基隆嶼、北方三島（棉花嶼、花瓶嶼、彭佳嶼）等4個島嶼也屬基隆市管轄，行政劃分上皆劃歸中正區。
| 基隆市行政區劃示意圖 |
|                      |

### 人口
截至2021年底，基隆市人口約36萬人，其歷年人口可參見基隆市政府民政處統計，大致而言基隆市設籍人口一直低於40萬人。在2020年人口普查中，基隆市常住人口數（平日夜間停留人口）為367,107人，與當時的戶籍人口僅有不到1,000人的差距，其中中正區、七堵區及暖暖區屬於市內常住人口較戶籍人口多的行政區。

### 基隆生活圈
在清治時代漢人入墾之後，一直到日治時代設郡，從富貴角到三貂角間的沿岸各市街聚落（包括位於中心點的基隆），由於與台北盆地地形分隔的關係，逐漸連為一氣，形成一個以基隆市區為中心的小型城鎮體系或地理區域，一般稱這個區域為大基隆地區、或稱基隆北海岸，相當於日治時代的基隆市加上基隆郡。
大基隆地區包含基隆市以及新北市東北角6區（金山、萬里、瑞芳、貢寮、平溪、雙溪），整體人口可達50萬人，在中華民國內政部的全臺18個地方生活圈規劃，以及氣象觀測、司法管轄等領域上自成一區，例如大基隆地區全境為臺灣基隆地方法院之轄區。

## 政治

### 市政組織

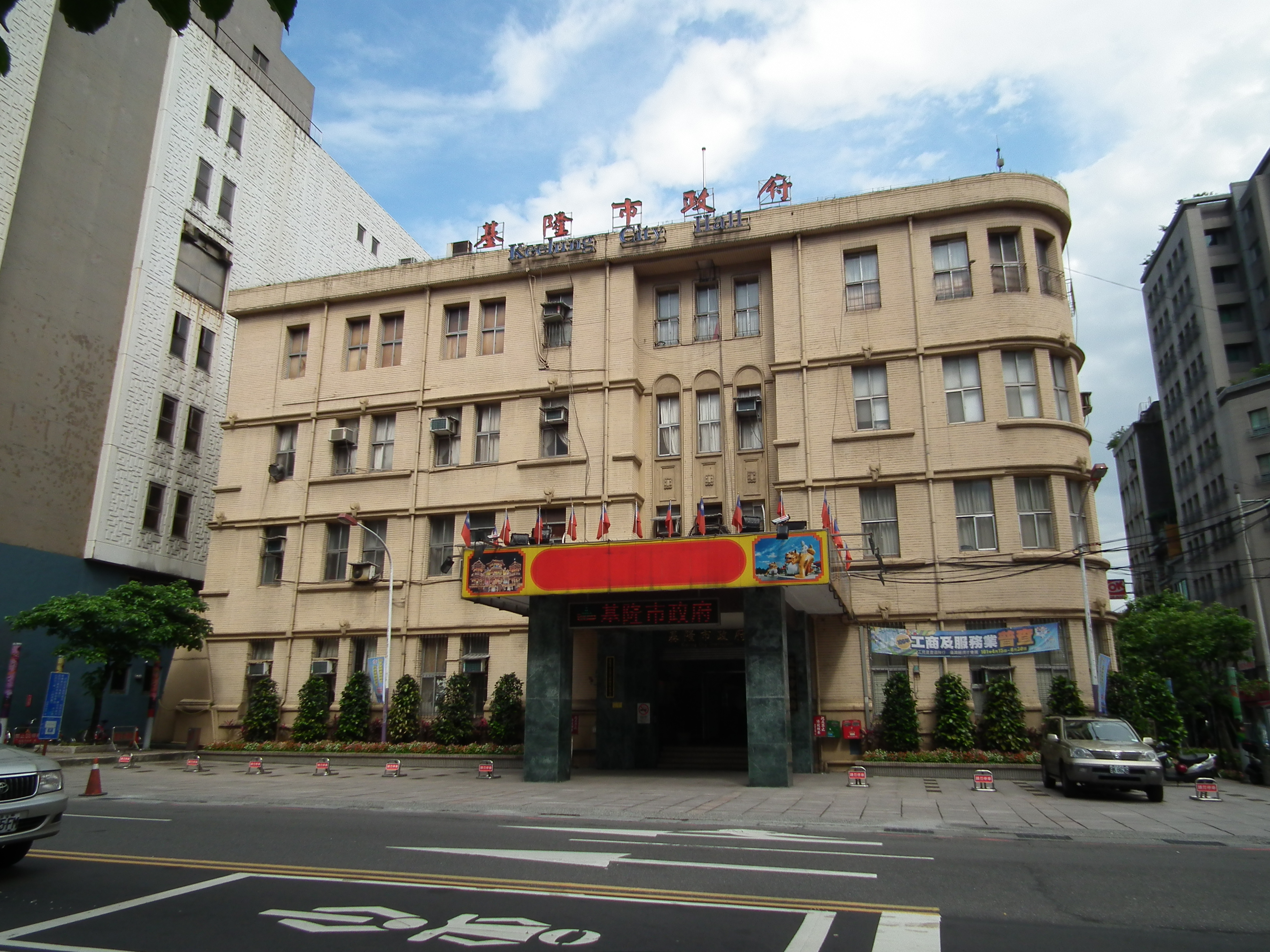
基隆市政府大樓

基隆市為市（省轄市），在中華民國政府架構中，分置市政府、市議會以施行地方自治。
基隆市政府是基隆市的行政機關，除了市自治之外，同時負責執行中央機關委辦事項。基隆市市長為全府之首長，負責綜理市政，並指揮、監督市政府所屬職員及機構。市政府並置市務會議，為市政最高決策機構。市政府在市長及副市長之下，設有14個內部單位、6個所屬一級機關（19個下屬機關）、7個區公所、21個所屬二級機關、57所各級學校、3所幼兒園。
基隆市市長由20歲以上市民直接選舉產生，任期4年，可連選連任一次。現任（第19屆）市長為中國國民黨籍的謝國樑。
基隆市議會是基隆市的立法機關，代表基隆市全體市民立法和監察市政。市議員由公民直選選出，任期為四年，可連選連任。市議會共有30席議員，分別為第一選區（中正區）4席、第二選區（信義區）4席、第三選區（仁愛區）4席、第四選區（中山區）4席、第五選區（安樂區）7席、第六選區（暖暖區）3席、第七選區（七堵區）4席、第八選區（原住民）1席。市議會的日常事務由議長、副議長綜理，由全體議員互選產生。

### 司法暨檢察機關
臺灣基隆地方法院是基隆地區（基隆市及新北市東北角6區）的司法機關，屬於普通法院，當地居民之民、刑訴訟和審理由該機關辦理，其上訴法院為臺灣高等法院。臺灣基隆地方檢察署是基隆地區的檢察機關，為當地檢察官執行檢察事務之執行機關。

### 選民結構及政治勢力
戰後的基隆市年由中國國民黨長年執政，以往泛藍基本盤極高，政黨版圖約為藍綠七比三，但近期呈現泛綠小幅領先的態勢。然而，本市選舉史上，政黨光譜卻相當多元，中國民主社會黨、民主進步黨曾分別於1960年代、1990年代奪得本市執政權。而親民黨亦曾於2000年代，兩度於本市立委大選，超越藍綠兩大陣營，高居各黨得票之首。而勢力雄厚的國民黨，則未隨著各政黨潮起潮落，多年來，一直在全市保有穩定的票源結構。基隆市社會結構相當特殊，外來人口影響力較大，其中外省族群票源偏向泛藍，宜蘭同鄉會則較為傾向泛綠。

### 各項選舉
市長選舉
基隆市市長開始民選之後，除第4及第5屆之外，長期由中國國民黨籍人士擔任，直至1997年才由曾任民主進步黨籍立法委員的李進勇打破。現任（第19屆市長）為中國國民黨籍的謝國樑。
立法委員選舉
基隆市自2008年起為單一的區域立法委員選舉區，現任（第11屆立法院）為中國國民黨籍的林沛祥。

## 交通

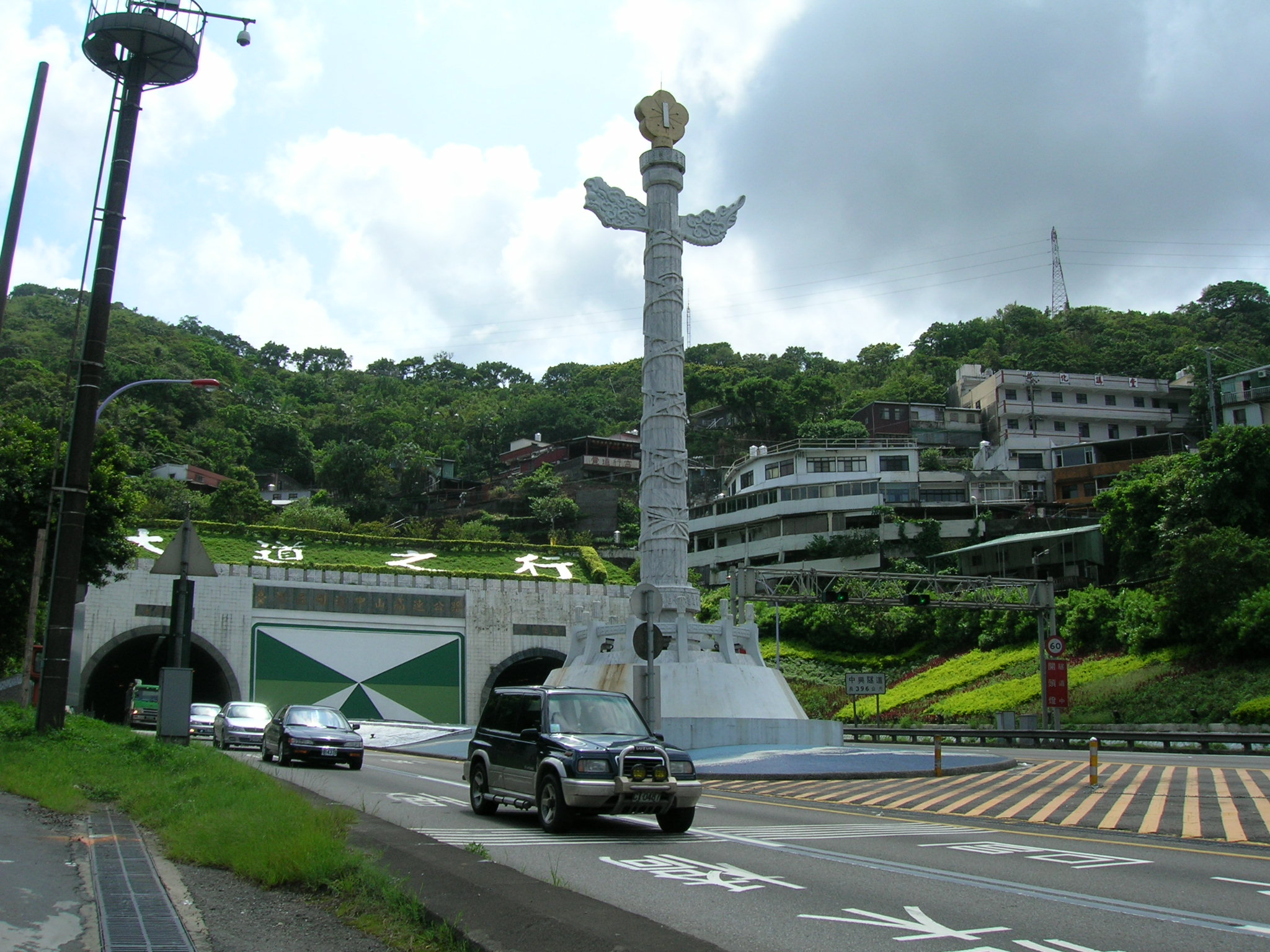
中山高速公路基隆端

基隆市擁有台灣北部首要港口基隆港，又位於台灣北部海岸線的中心點，故成為海陸交通的輻輳。中山高速公路（國道一號）、福爾摩沙高速公路（國道三號）等國道（高速公路）皆以基隆為起點，並有多條省道通往全台各地。基隆同時是臺灣鐵路運輸的重要據點，縱貫鐵路的北端位於基隆，台鐵東部幹線則從市區近郊的八堵為北端。此外，基隆還擁有全臺唯一由高速公路局養護的省道——台2己線。

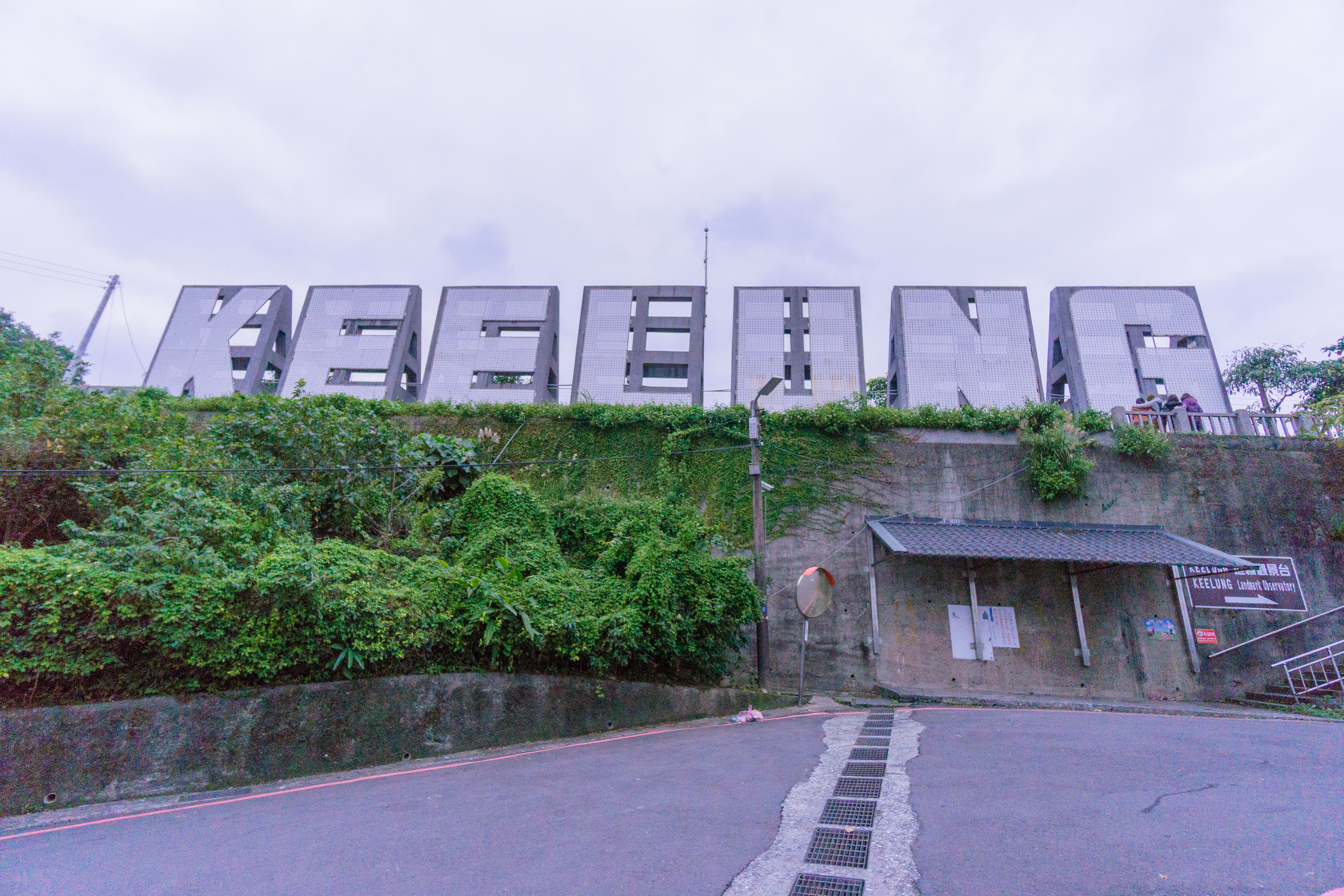
基隆車站後方，虎仔山上的「KEELUNG」英文字母地標看板

在1980年代之前，其他種類的交通工具並不發達，故基隆港開行許多前往東部及離島的交通船航線，但現在大部分的普通運輸航線已經停駛，取而代之的是包括郵輪在內的觀光航線的蓬勃發展，惟基隆港仍為臺灣往馬祖海運的主要樞紐。除了水運之外，基隆的公路運輸與鐵路運輸均十分發達。1990年代後，基隆市各界更積極爭取台北捷運路線延伸基隆，最新的規劃為在基隆與南港間興建基隆捷運，目前已進入綜合規劃招標階段，預定最快2032年開始營運。

### 一般幹道
基隆市區的主要街道以八德之「忠」、「孝」、「仁」、「愛」、「信」、「義」為路名之首，並依序加以數字命名。
以基隆火車站南站、旭川河以西、縱貫鐵路以東的區域，東西向的道路有忠一路、忠二路、忠三路、忠四路。南北向的道路有孝一路、孝二路、孝三路、孝四路。旭川河以東、田寮河以南的區域，東西向的道路有仁一路、仁二路、仁三路、仁四路、仁五路。南北向的道路有愛一路、愛二路、愛三路、愛四路、愛五路、愛六路、愛七路、劉銘傳路、愛九路。田寮河以北的區域，東西向有信一路、信二路、信三路、信四路、信五路、信六路、信七路。南北向的道路有中正路、義一路、義二路、義三路、義四路、義五路、義六路，義七路、中興路、義九路。
路名中遇到「八路」會以其他路名替代，相傳是為了避諱，因「八路」可指國民革命軍第八路軍，為中國人民解放軍的主要前身之一。
至於八德之「和」、「平」用於和平島之街道路名，有和一路、和二路、平一路、平二路、平三路。
其他尚有以「百」、「福」命名，如百一街、百二街、福一街、福二街。以「光」、「華」命名，如光一路、光二路、華一街、華二街等。

## 社會數據

### 勞動力狀況
2018年下半年為止，15歲以上之民間人口約有32萬8千人，勞動力有18萬7千人，就業者有18萬人，失業者7千人，非勞動力14萬1千人；勞動力參與率56.9%；失業率3.7%。

### 酸雨
2011年基隆市降雨測得pH值3.9，如醋一般。基隆市在2015年、2016年以及2017年的資料中，酸雨pH值分別為5.18、5.51以及5.08，連續三年pH值皆在5以上。但自2019至2021年，基隆市年平均雨水酸鹼度值分別為4.9、4.8及4.7。

## 旅遊

田寮河周圍景觀
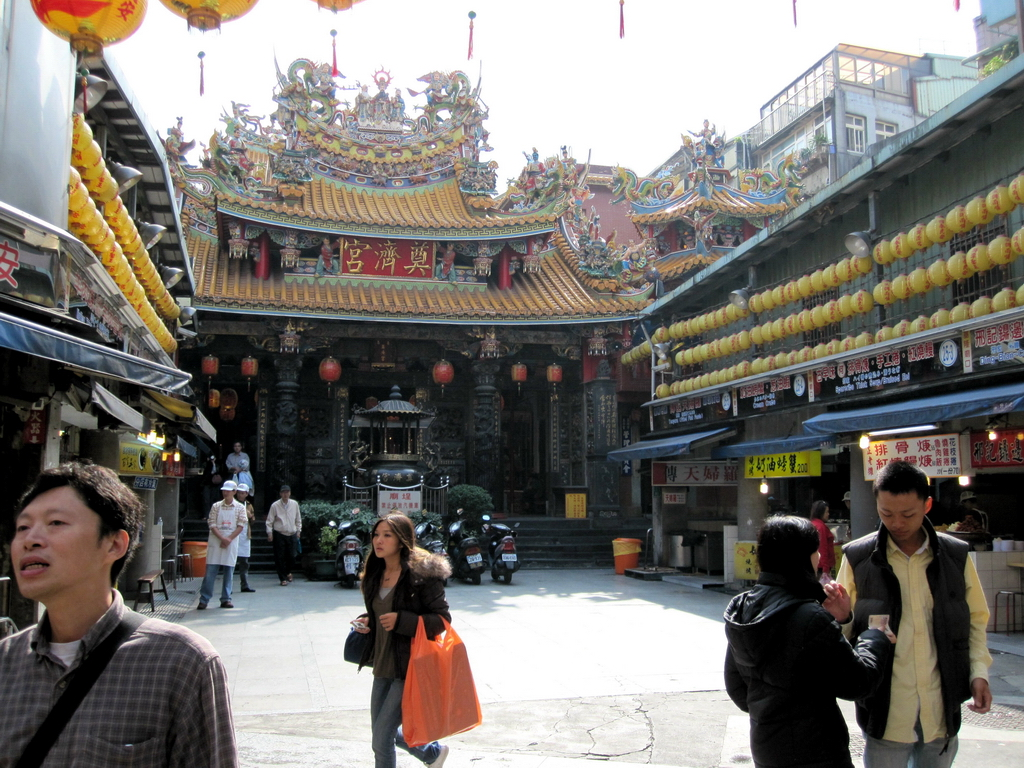
基隆市中心的奠濟宮，廟口夜市即由此發展
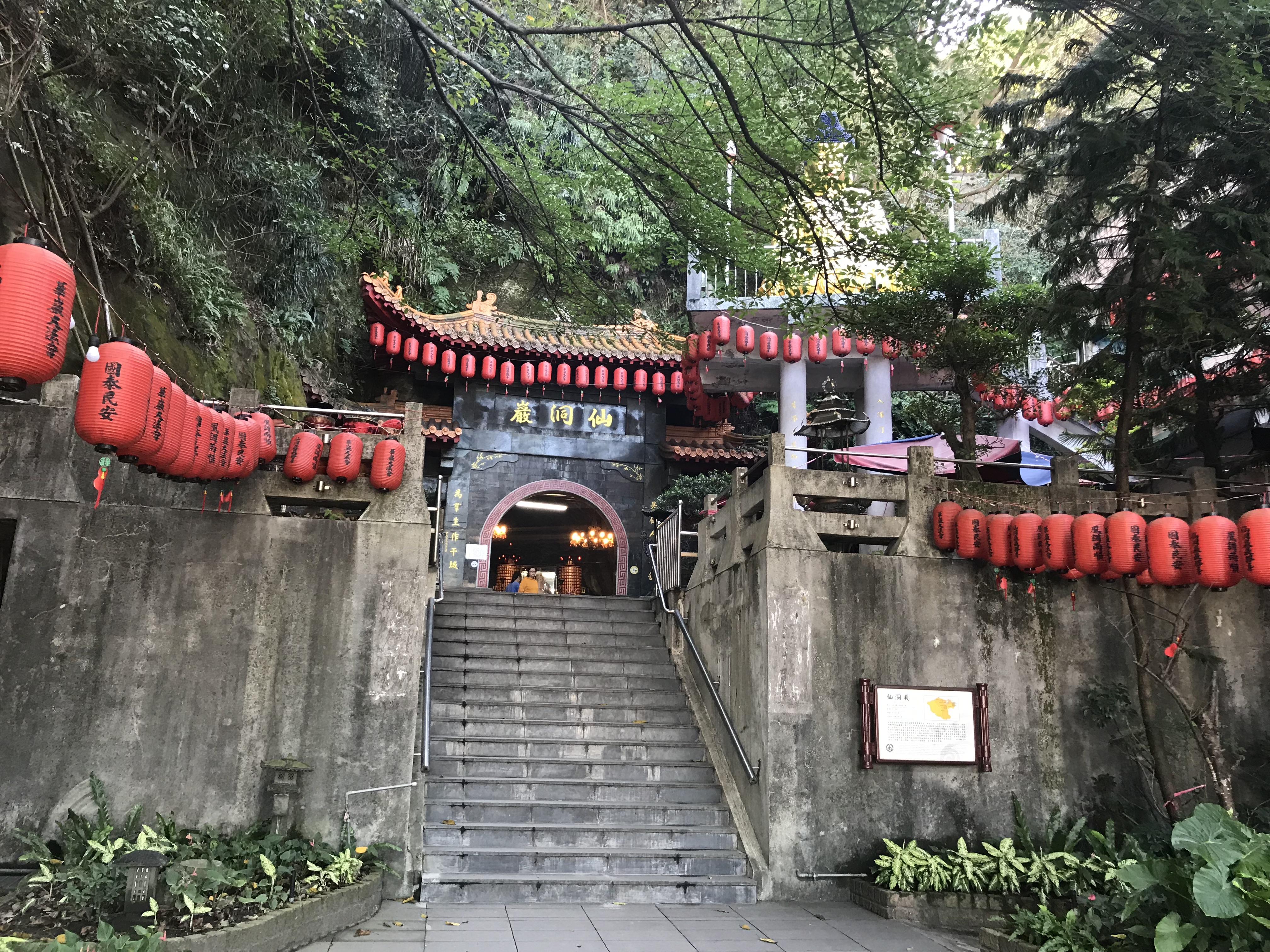
位於中山區的仙洞巖，被列為基隆市文化景觀。
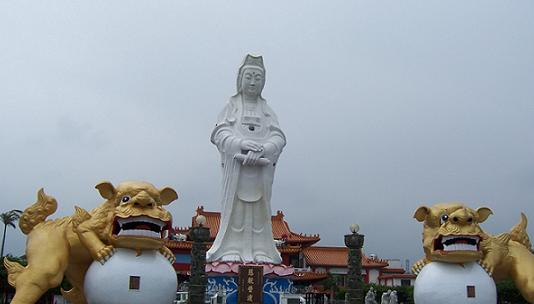
中正公園的大觀音像
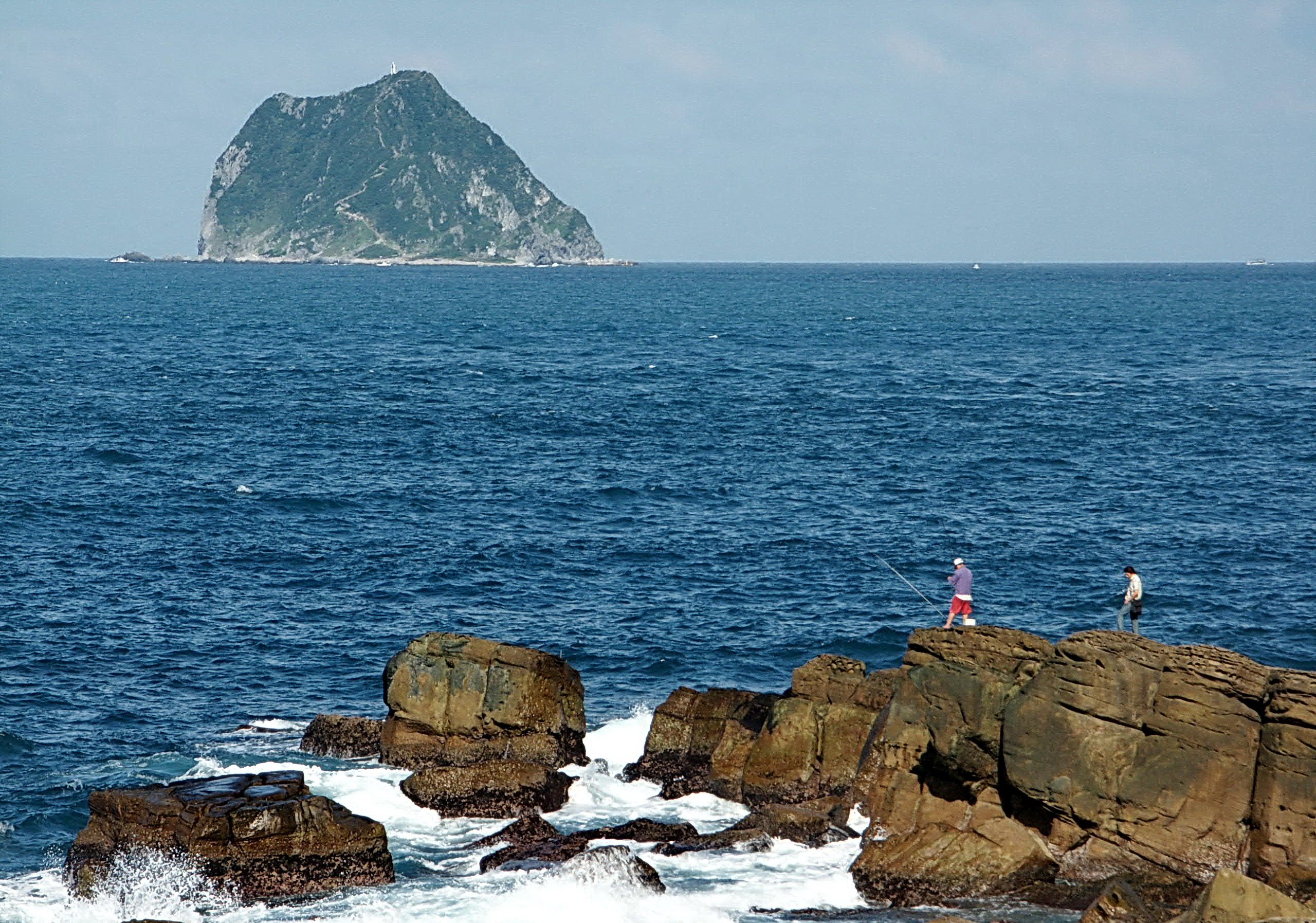
基隆嶼，基隆與北海岸地區最明顯的自然地標
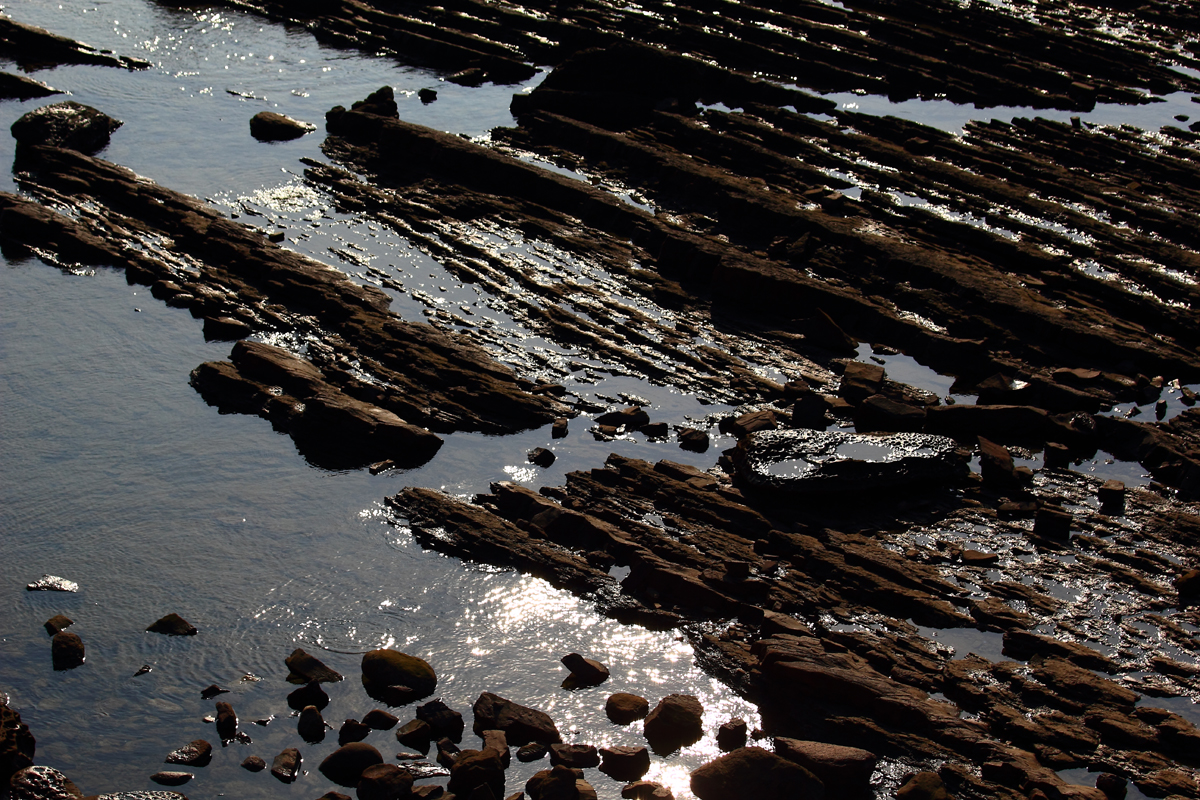
外木山海岸的周圍地形

### 景點遊覽
基隆在日治時代興起時，日本當局也同時發展觀光事業，當時的重要景點有基隆港、市區的高砂公園（今已不存）、以及大沙灣海水浴場（當時稱為「孤拔濱」，今已不存）等。
基隆文化中心的現址原為小山丘，日治時代於山丘上建有「公會堂」，與今日的市政府建築相鄰；進入民國時代之後，又在同位置上擴建為「中正堂」。1980年代前後，市政府為了建造現在的文化中心建築，才將這座小山丘夷平。日治之前，這一帶稱「鱟穴仔埔」，有相當數量的「鱟」在此生活，據說天氣變化時，鱟群會離水爬到陸面。現在基隆內港的東岸與西岸之間本為礁岩密佈，最大的兩座，各取名為「鱟公」及「鱟母」以為相配。日本人築港時將這些礁岩全部炸除，而有了現在廣闊的港灣。
在火車站前的小艇碼頭有遊艇提供遊覽基隆港的服務，在此還可以搭遊艇出外海至基隆嶼一遊，從外海遠望整個北海岸。另外在外木山和瑞芳深澳等漁港有海釣船服務，約傍晚時分出海，次日清晨六點回航，可以垂釣一整晚或欣賞海上之夜景。
為數眾多的砲台群，是基隆另一個特殊的景觀。基隆港周邊的砲台數目居全台之冠，修築的時代從清治時期到日治時期皆有，環布在港區周邊的丘陵上，依照清治及日治時代的防衛策略而有不同的佈局。現在這些砲台經過整修，皆已開放讓公眾參觀。

### 基隆八景
基隆的山海風景相當可觀，尤其於日治時期，旭丘山「旭岡觀日」更名列當時台灣八景之一。除旭岡之外，當時地方最具聲望的邑紳許梓桑曾選出了「基隆八景」作為代表，歷代以來，基隆八景有所更迭。臚列如下：
清治基隆八景

| - 奎山聚雨 （基隆山） - 毬嶺匝雲 （獅球嶺） - 魴頂瀑布 - 鱟魚凝煙 （鱟公嶼、鱟母嶼，現已不存） | - 仙洞聽濤 （仙洞巖） - 社寮曉日 （和平島） - 海門澄清 （八尺門） - 杙峰聳翠 （基隆嶼） |

日治基隆八景

| - 雞山驟雨 （基隆山） - 獅嶺匝雲 （獅球嶺） - 魴頂瀑布 - 鱟魚凝煙 （鱟公嶼、鱟母嶼，現已不存） | - 仙洞聽濤 （仙洞巖） - 社寮曉日 （和平島） - 海門澄清 （八尺門） - 杙峰聳翠 （基隆嶼） |

## 城市特色

### 砲臺（要塞）

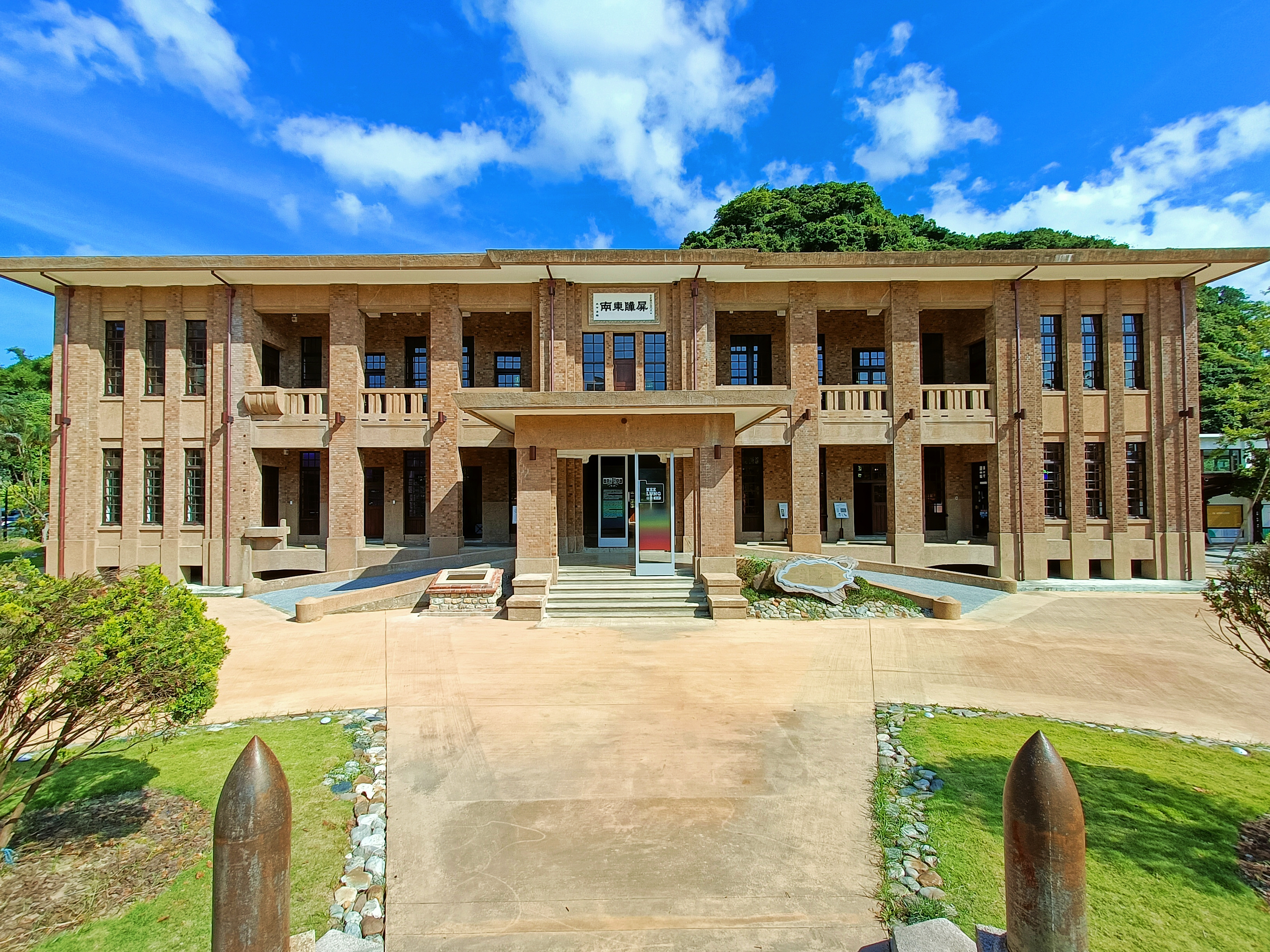
位於祥豐街的原基隆要塞司令部，是臺灣日治時代北部的軍事指揮中心之一，現則做為展設館開放參觀

基隆的砲臺數量與密度為全臺灣之冠，其設施依時代、用途、地域的差別而有所不同，但基本上都設有砲台、碉堡、高射砲陣地、指揮所、觀測所、彈藥庫、油庫、貯水設施、通信設施、待機所、地下坑道 、醫療設施等。其中日治時期由基隆要塞在各地區所設立要塞建築，則做為防禦基隆港要塞的建設使用。在當代不僅彰顯其戰略地位的重要性，更塑造出基隆特有的城市（人文）文化景觀。
根據當前已被指定為文化資產之設施，以及1924年由大日本帝國陸地測量部繪製的《二萬五千分之一臺灣地形圖》基隆要塞司令部轄內設施與配置，目前基隆地區保存的砲臺包括：
安樂區
- 大武崙砲臺（基隆要塞轄內設施，國定古蹟）
- 木山砲臺（基隆要塞轄內設施，市定古蹟）
- 八堵砲臺（清法戰爭建立）

中山區
- 白米甕砲臺（基隆要塞轄內設施，市定古蹟）
- 萬人頭砲臺（基隆要塞轄內設施）
- 岸鱗墩砲臺
- 中央砲臺（清法戰爭建立）

仁愛區
- 獅球嶺砲臺
  - 獅球嶺西砲臺、東砲台（鷹巢砲臺）系統
- 南方砲臺（清法戰爭建立）
- 仙洞砲臺（清法戰爭建立）
- 仙洞鼻砲臺（清法戰爭建立）
- 紅淡山砲臺（清法戰爭建立）

中正區
- 二沙灣砲臺（清法戰爭後建立，國定古蹟）
- 頂石閣砲臺（清法戰爭後建立，歷史建築）
- 社寮東砲臺（基隆要塞轄內設施，市定古蹟）
  - 社寮西砲臺系統（市定古蹟）
- 八尺門砲臺（基隆要塞轄內設施）
- 牛稠嶺砲臺（基隆要塞轄內設施）
- 八斗子砲臺
- 綠丘砲臺

信義區
- 槓子寮砲臺（基隆要塞轄內設施，國定古蹟）
- 公山尾砲臺（基隆要塞轄內設施）
- 桌山砲臺（清法戰爭建立）
- 五坑山砲臺

暖暖區
- 暖暖砲臺（清法戰爭建立）

（非本市）管轄之設施
- 四腳亭砲臺（基隆要塞轄內設施），瑞芳區，市定古蹟）
- 澳底砲臺
- 金瓜石砲臺
- 粗坑頭砲臺

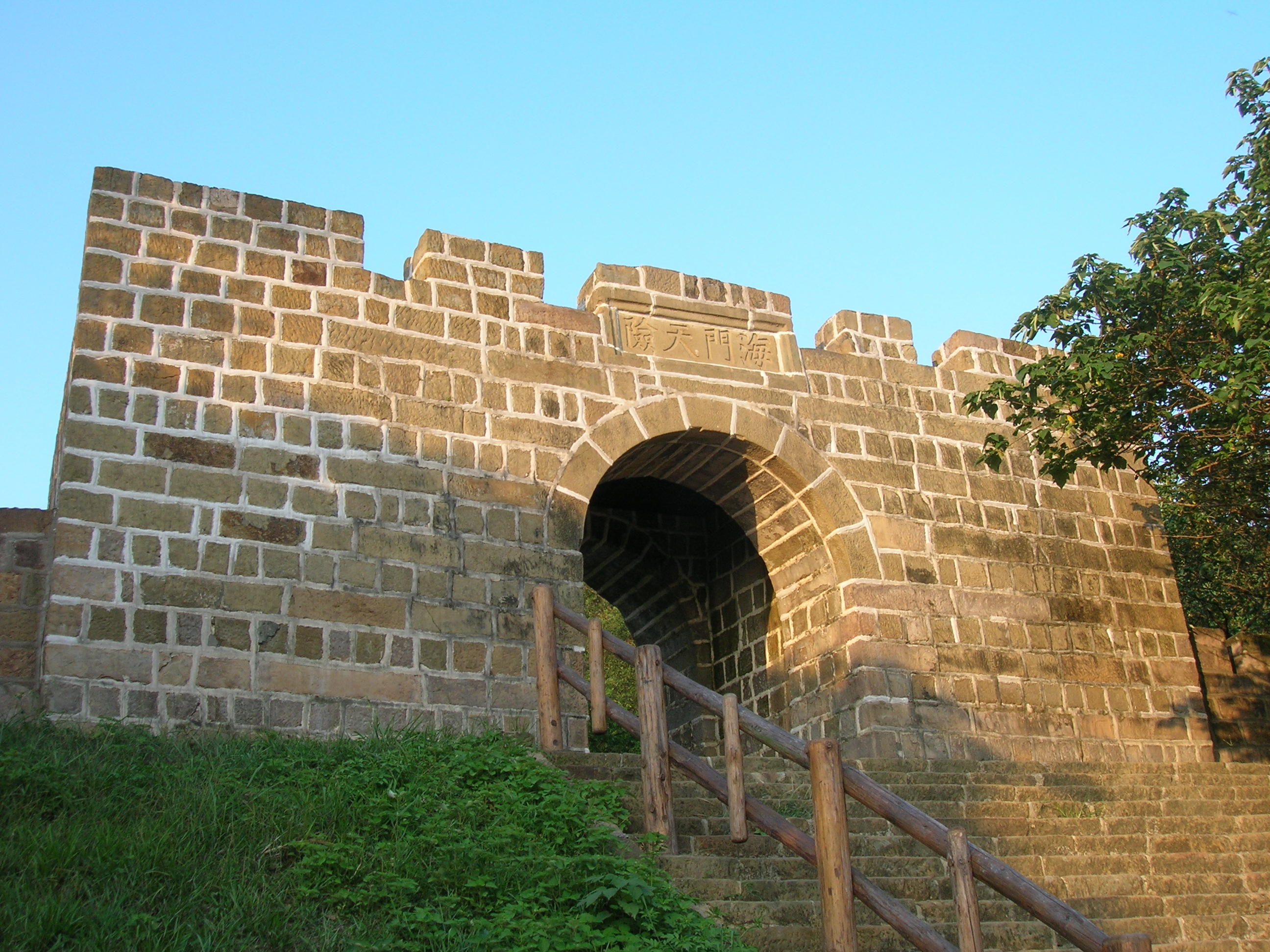
二沙灣砲台
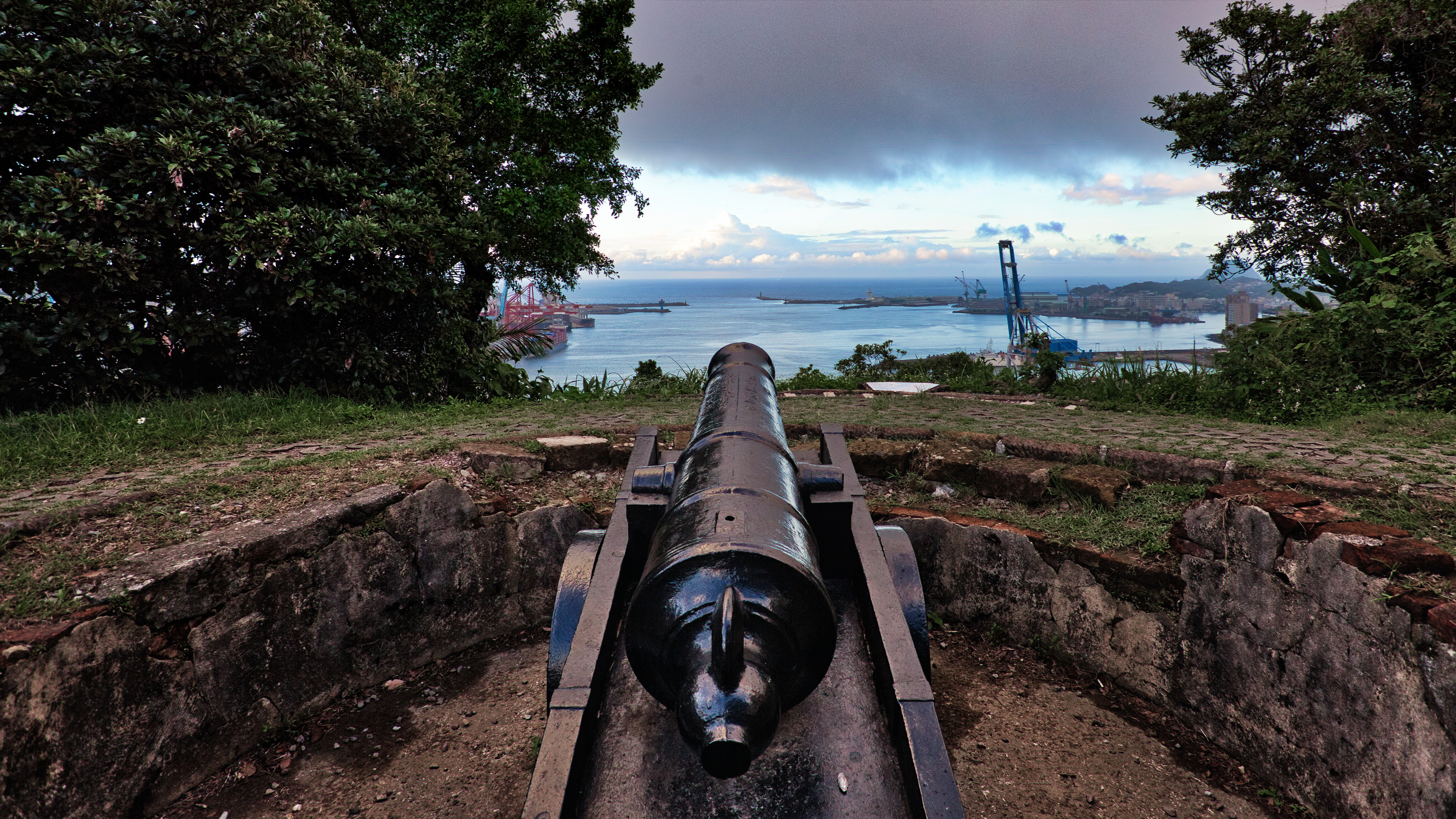
二沙灣砲台北砲台
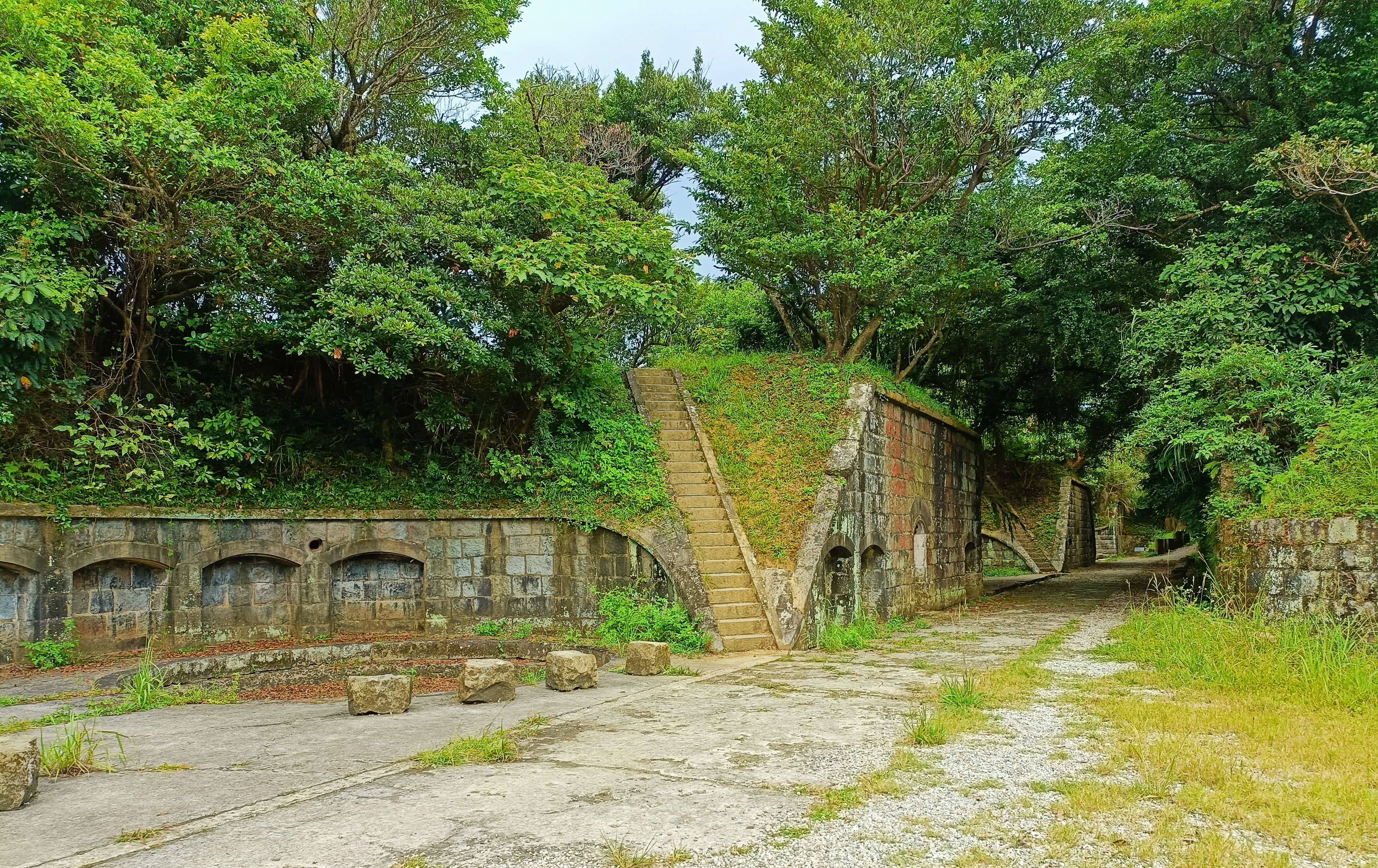
槓子寮砲台
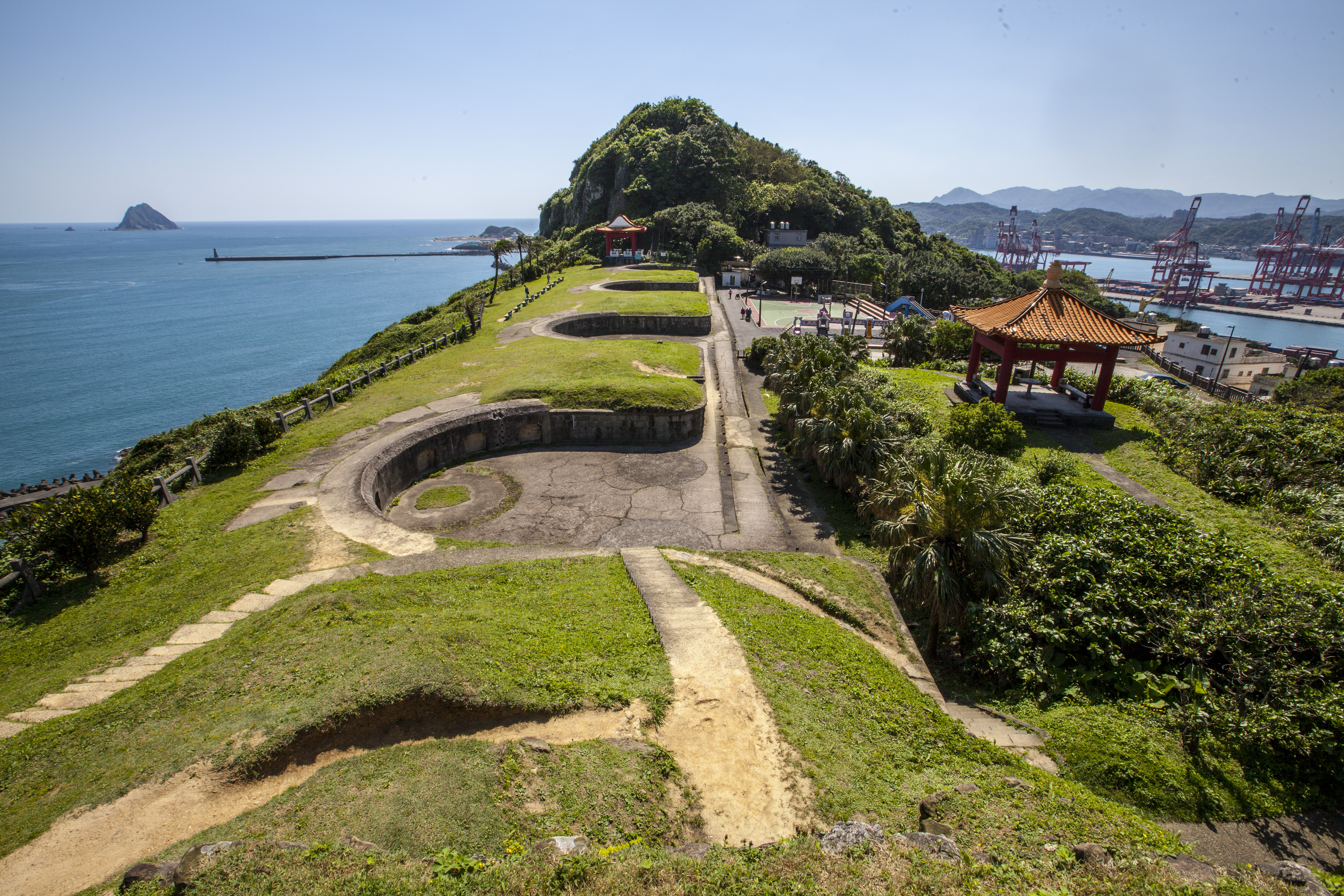
白米甕砲台
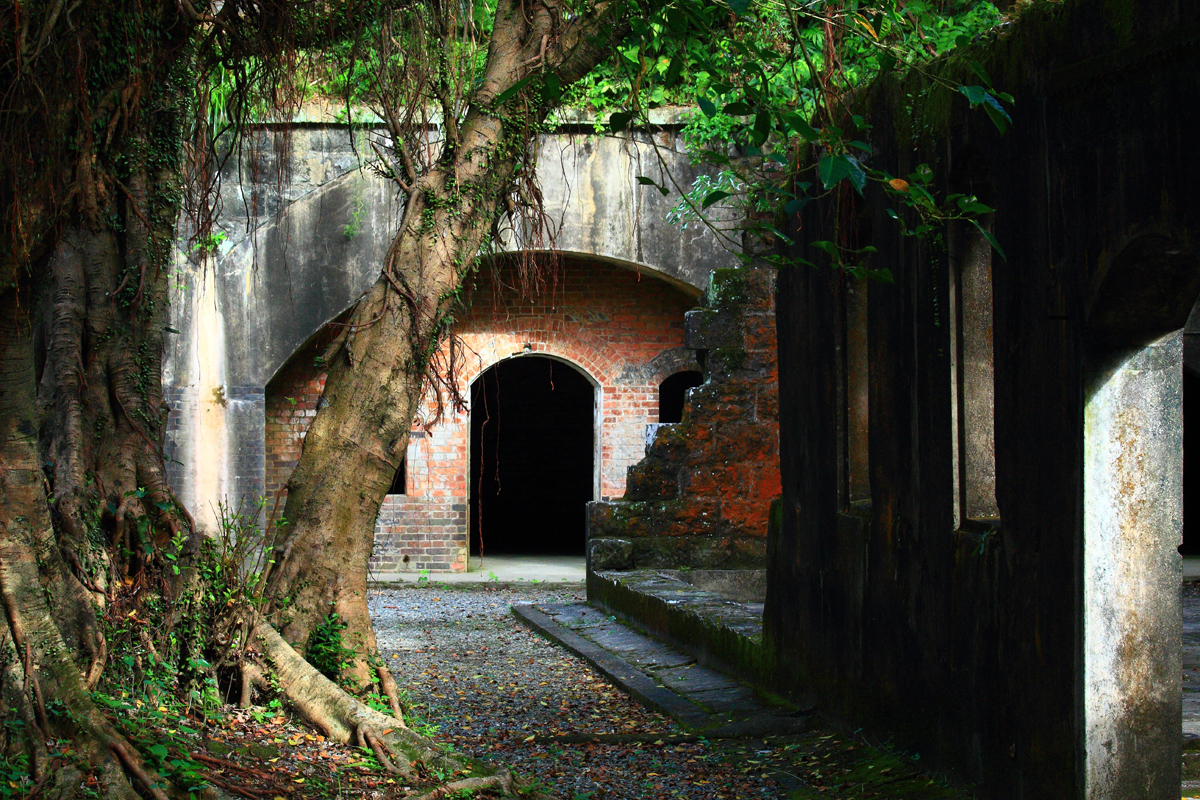
大武崙砲台
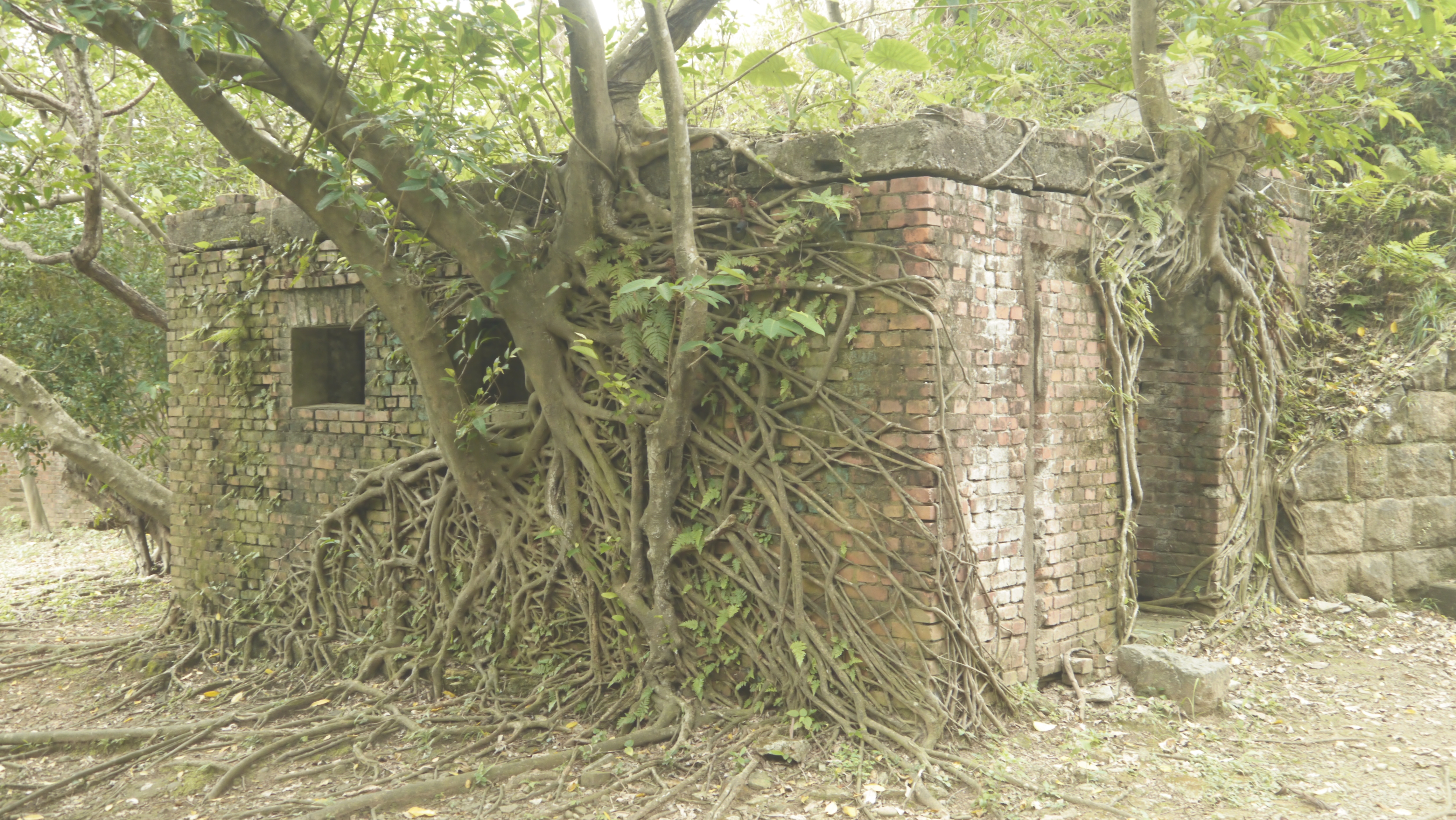
社寮東砲臺
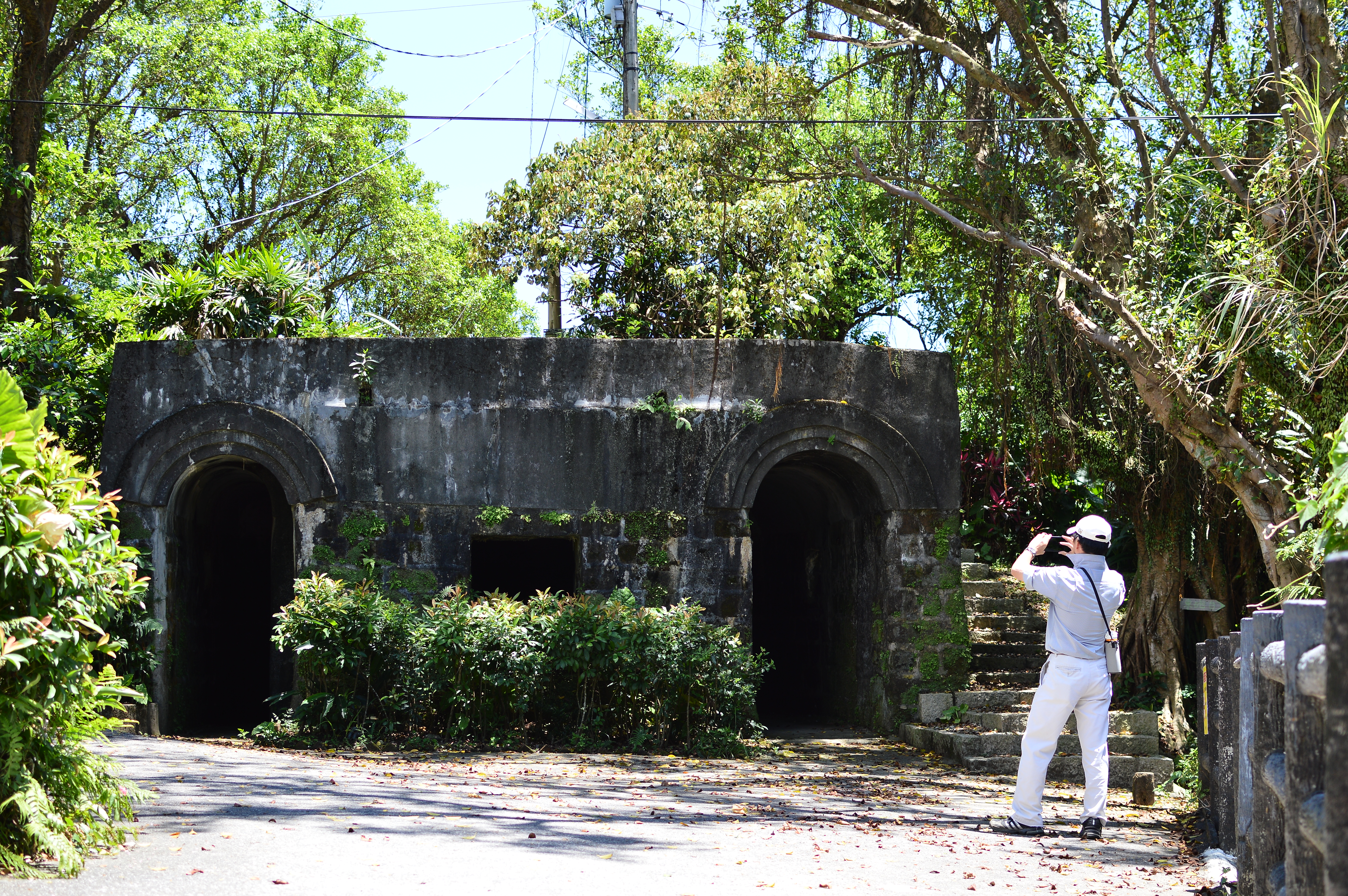
獅球嶺砲台

※註：關於基隆沿岸砲臺的資訊，可參考基隆砲台總整理

### 十二生肖橋
原本豎立在田寮河上的十座橋，為配合田寮河景觀及親水計畫，在橋樑建設上，將設計符合沿岸特色的橋樑造型，並在交通上能規劃出適當的人車分道系統，以建立順暢的交通動線。
基隆市政府陸續為田寮河上的橋梁整修，為了幫新建橋樑取名。之後，基隆市政府決定以十二生肖橋定案，並為十二生肖搭配雕像與新造型。
為了讓12生肖橋名更生動，基隆市民尉遲真平先生以「喜銀（迎）吉祥旺福，美玉（育）金寶財富」之對聯，幫12生肖橋命名。
十二生肖橋 相關資訊對照表
| 序號 | 生肖           | 今日名稱 | 日治名稱             | 原橋名稱                      | 命名意義       |
| 01   | 鼠 （Rat）     | 財鼠橋   | ✕                    | 東明橋                        | 財源廣進通四海 |
| 02   | 牛 （Ox）      | 旺牛橋   | ✕                    | （2011年新建）                | 六畜興旺勤四季 |
| 03   | 虎 （Tiger）   | 福虎橋   | 幸橋                 | 尚勇橋                        | 伏虎納福日日安 |
| 04   | 兔 （Rabbit）  | 玉兔橋   | ✕                    | （2011年新建）                | 玉潔冰清人間少 |
| 05   | 龍 （Dragon）  | 祥龍橋   | 紅葉橋               | 崇仁橋                        | 祥龍成祥年年春 |
| 06   | 蛇 （Snake）   | 銀蛇橋   | 天滿橋(天神橋)       | 尚智橋                        | 迎春歡慶事事贏 |
| 07   | 馬 （Horse）   | 寶馬橋   | 鶯歌橋，日治後期損壞 | 達德橋                        | 寶馬奔騰定成功 |
| 08   | 羊 （Goat）    | 吉羊橋   | 壽橋                 | 平等橋                        | 吉祥如意好運到 |
| 09   | 猴 （Monkey）  | 美猴橋   | 常安橋，日治後期損壞 | 達道橋                        | 齊天盛名護蒼生 |
| 10   | 雞 （Rooster） | 金雞橋   | 義重橋               | 自由橋 （清朝）義崇橋(二重橋) | 金雞報曉天籟巧 |
| 11   | 狗 （Dog）     | 富狗橋   | 日新橋               | 博愛橋                        | 富狗興家處處好 |
| 12   | 豬 （Pig）     | 喜豬橋   | ✕                    | 中正橋                        | 喜事珠連戶戶曉 |

※註：上述『十二生肖橋』的相關資訊內容，引用來源：十二生肖橋

## 文化

### 文學

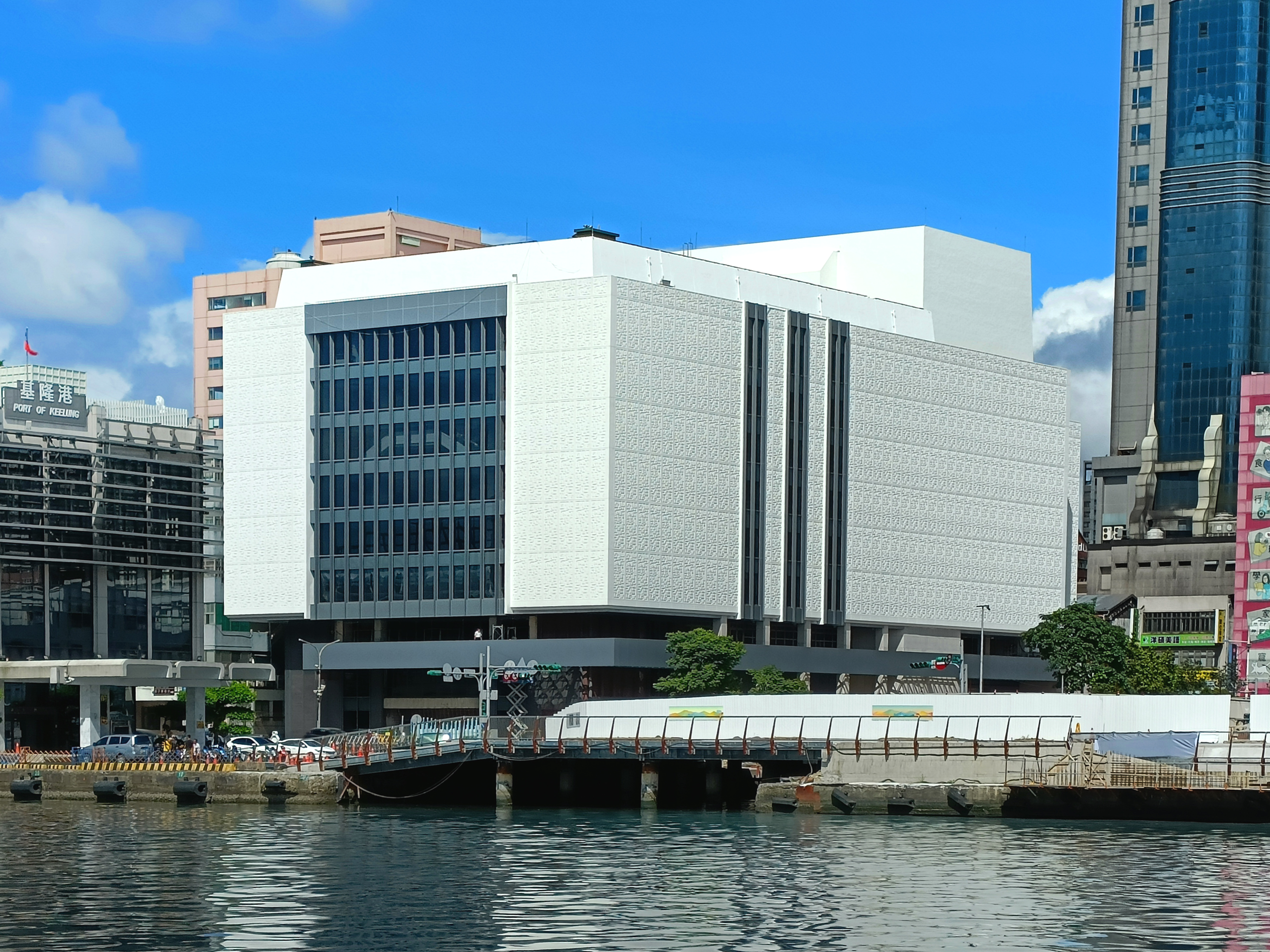
基隆文化中心

基隆文學史及其相關著作，目前還沒有一部專書出版。不過基隆市的「海洋文學獎」、基隆地區歷來的古典詩歌、民間文學、俗語，以及戰後的文學發展，已有研究生和學者投入研究。
被基隆市文化局列入作家名錄的人：王拓、王一中、周植夫、陳其寅、可樂王、羅青。而被「2007台灣作家作品目錄」系統列入的作家，則有：王學敏、宇文正（本名：鄭瑜雯）、朱振藩、周金波、陳輝龍、劉洪順。
基隆市文化局主辦的基隆市海洋文學獎，每年舉辦一次。而推廣、贊助文學活動的基金會，目前已知有：「基隆市文化基金會」、「水源地文教基金會」。文學團體方面，則有「基隆市詩學研究會」、「雞籠文史協進會」、「原鄉文化協進會」、「暖暖代誌雜誌社」。

### 文化資產

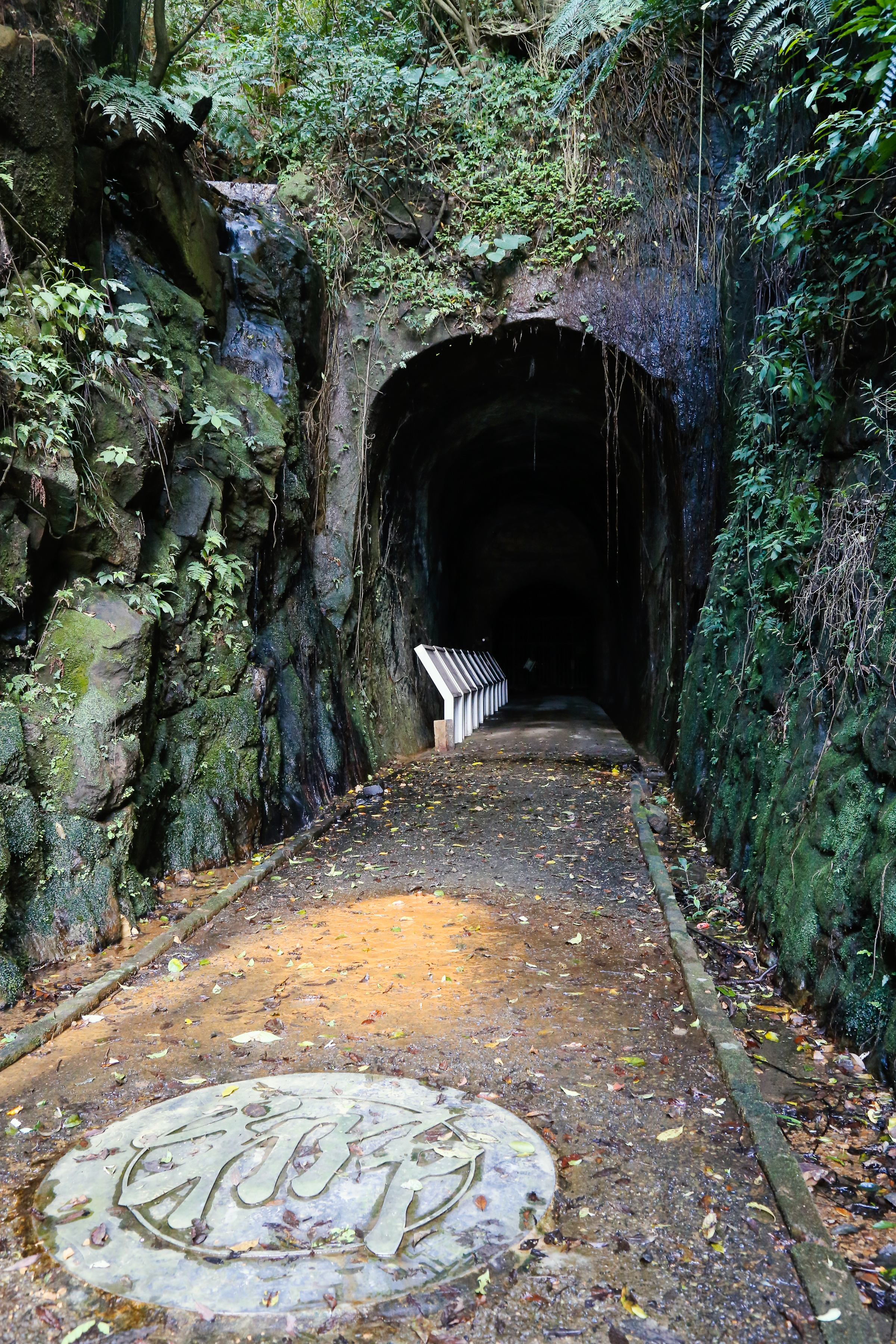
劉銘傳隧道
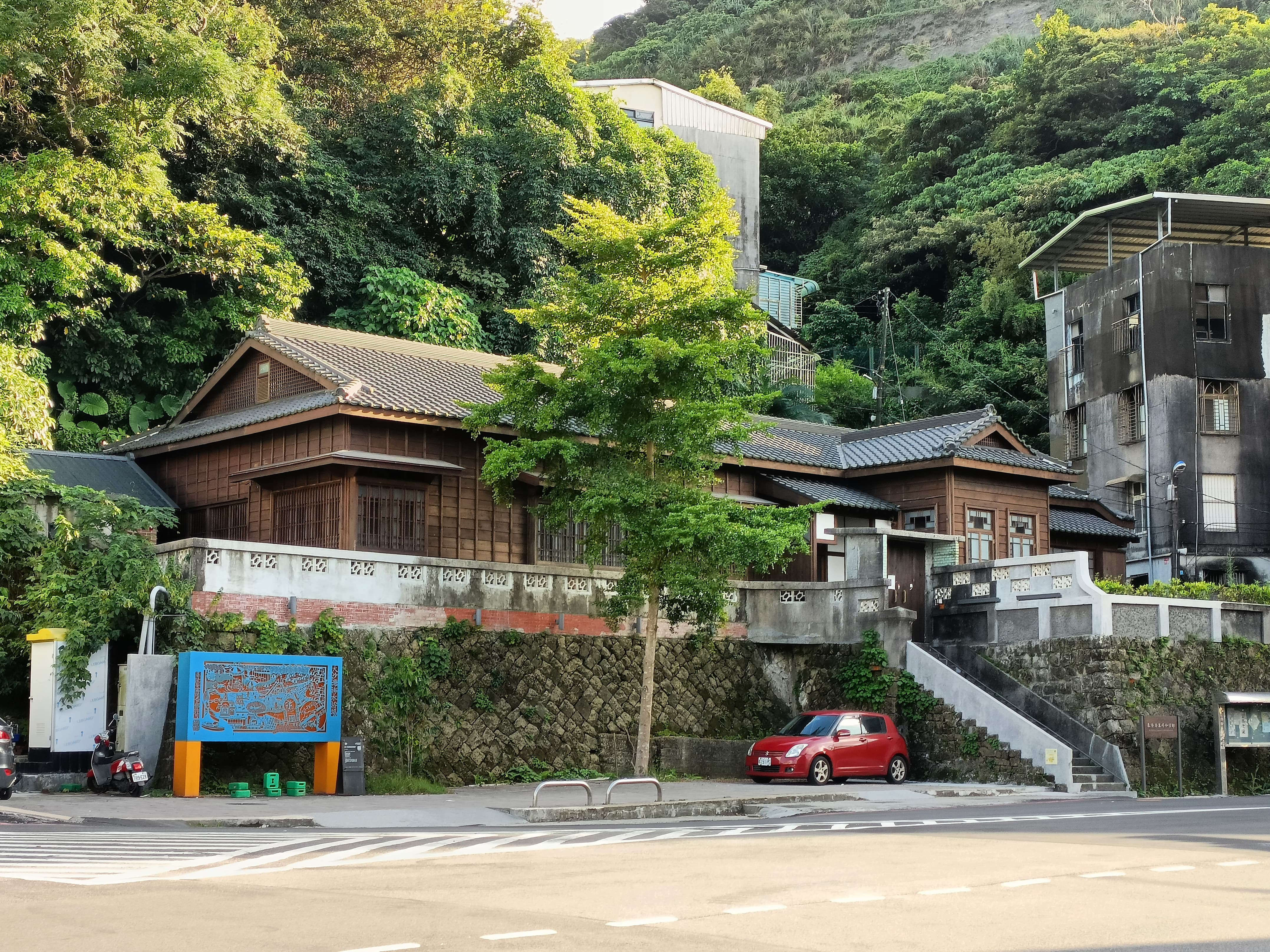
基隆要塞司令官邸
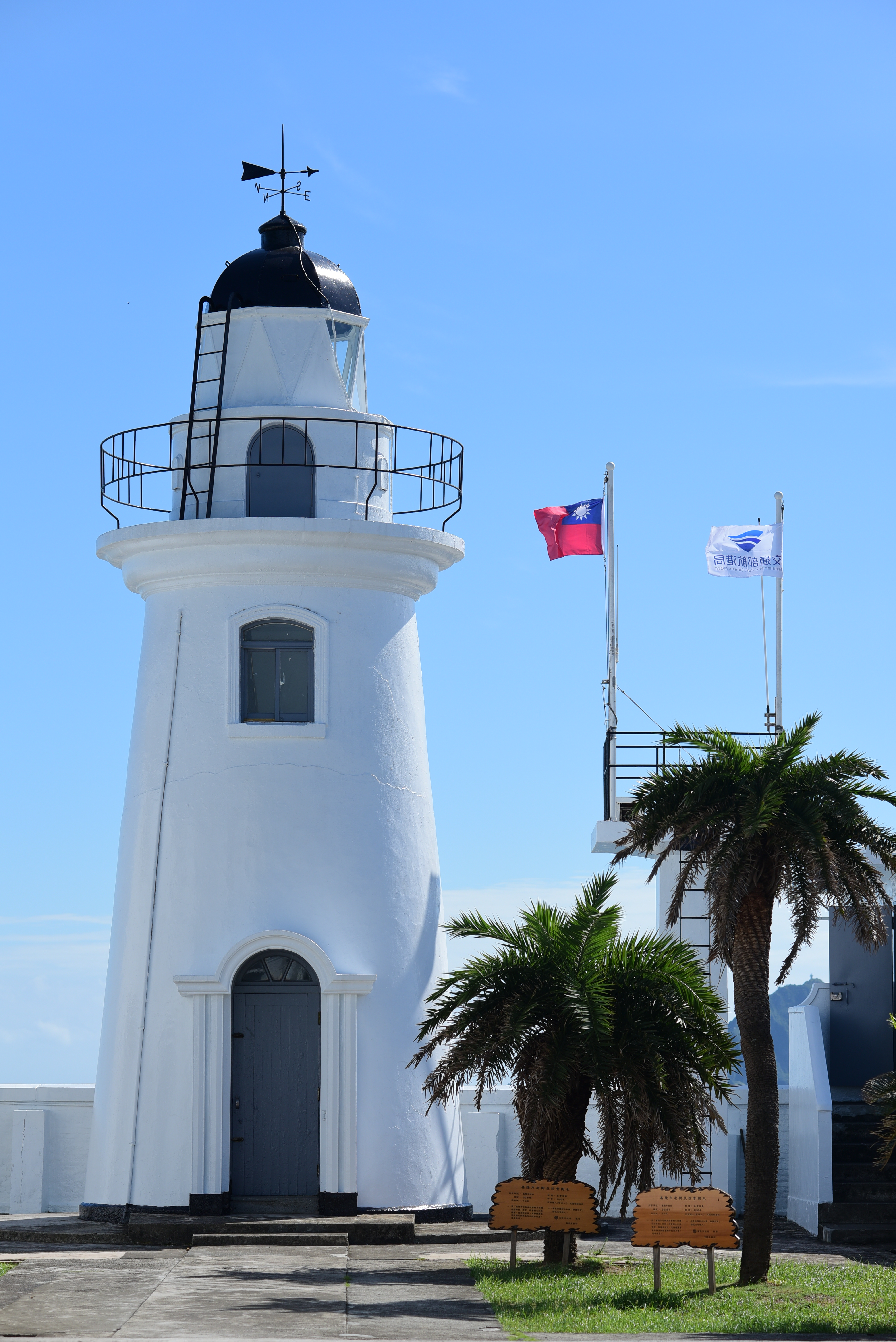
基隆燈塔
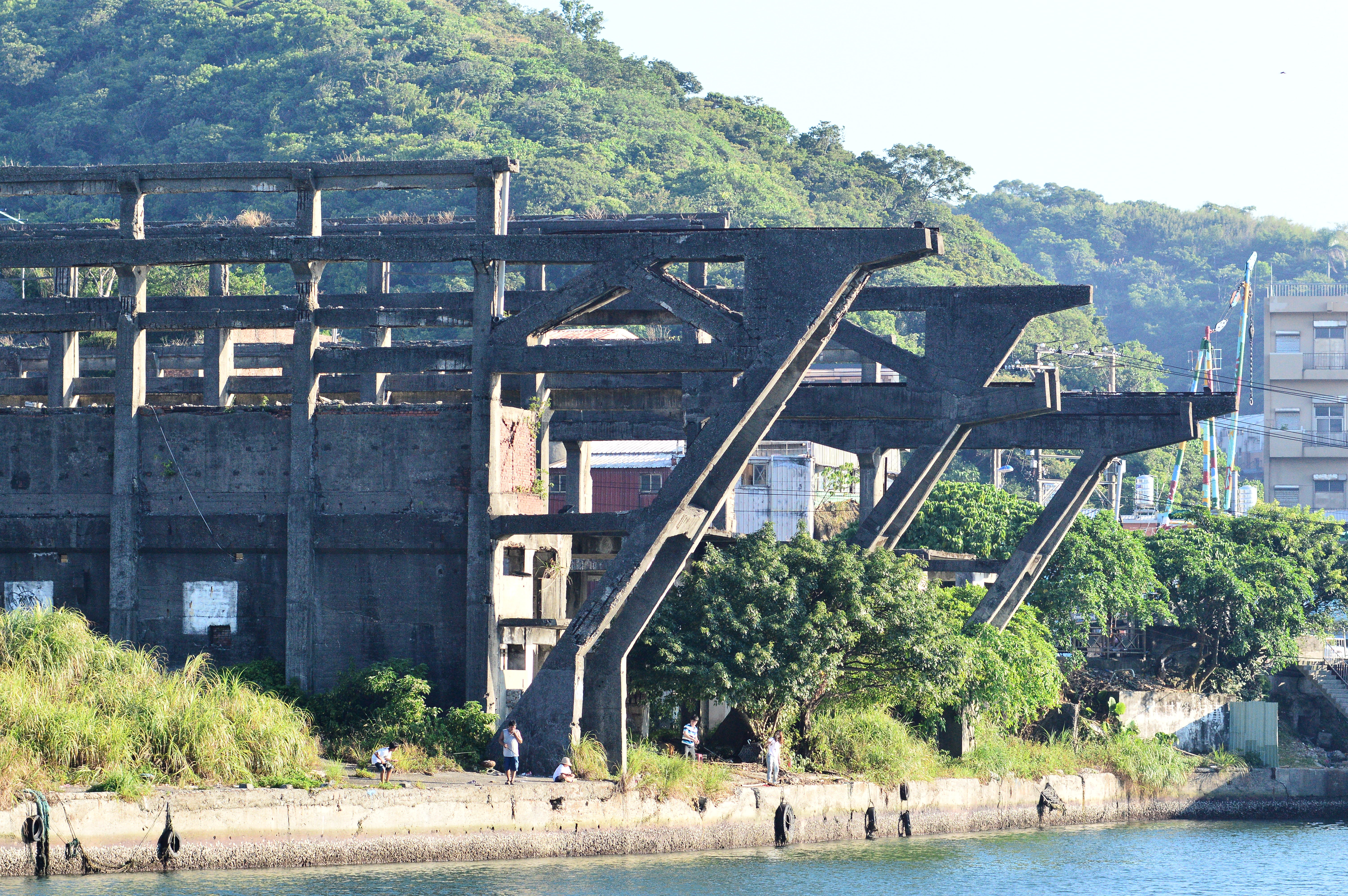
阿根納造船廠遺構
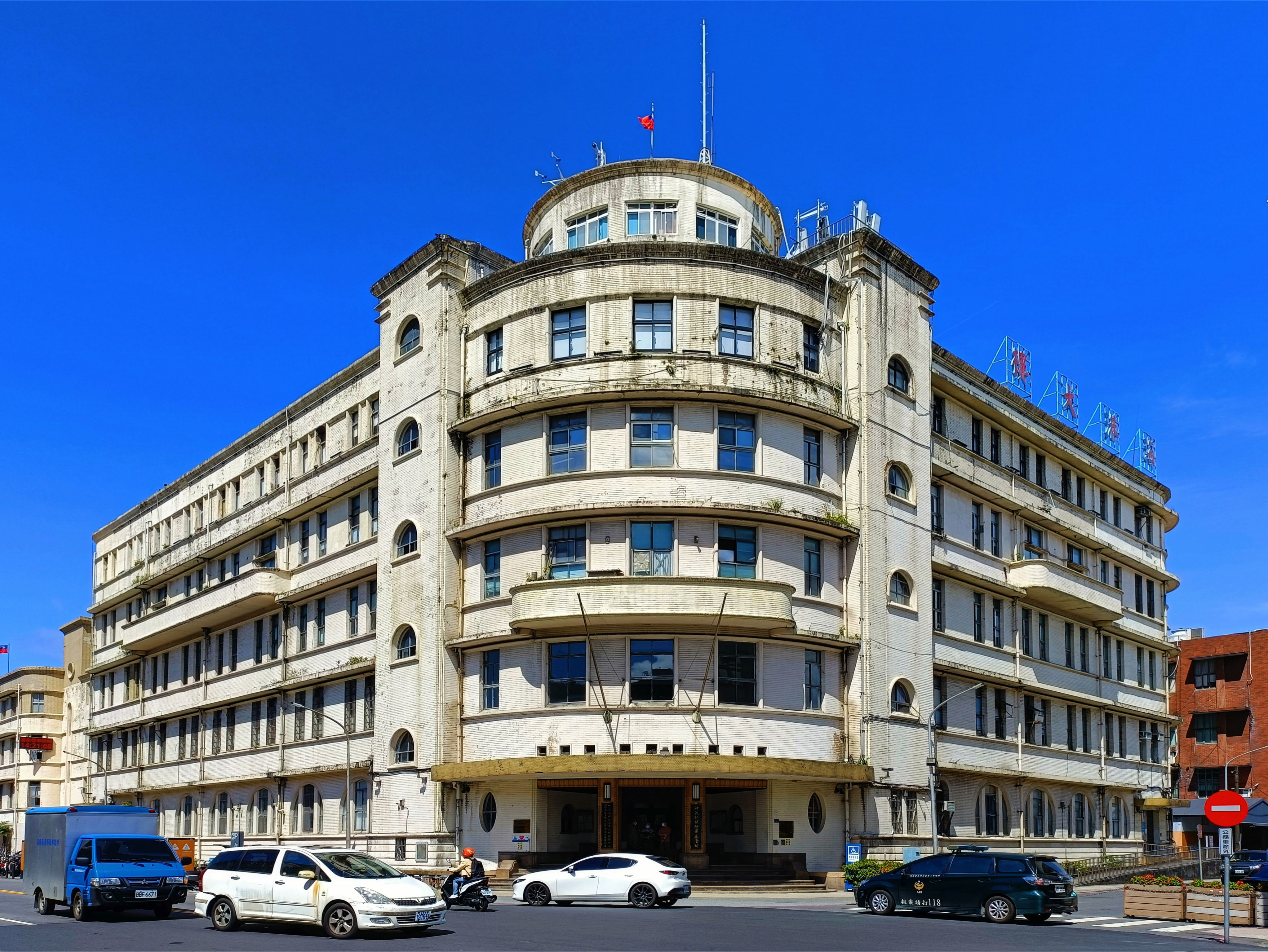
海港大樓
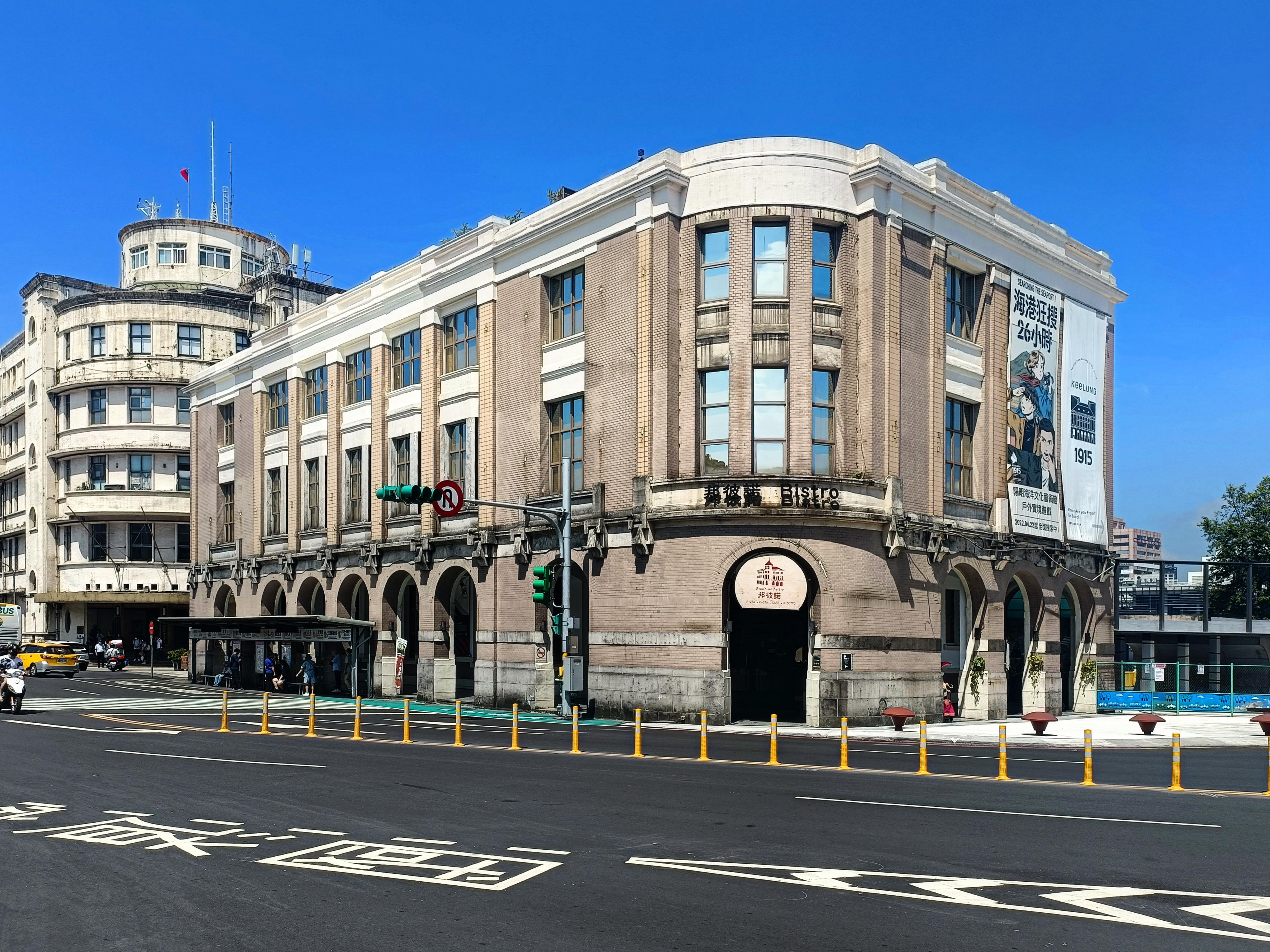
陽明海洋文化藝術館
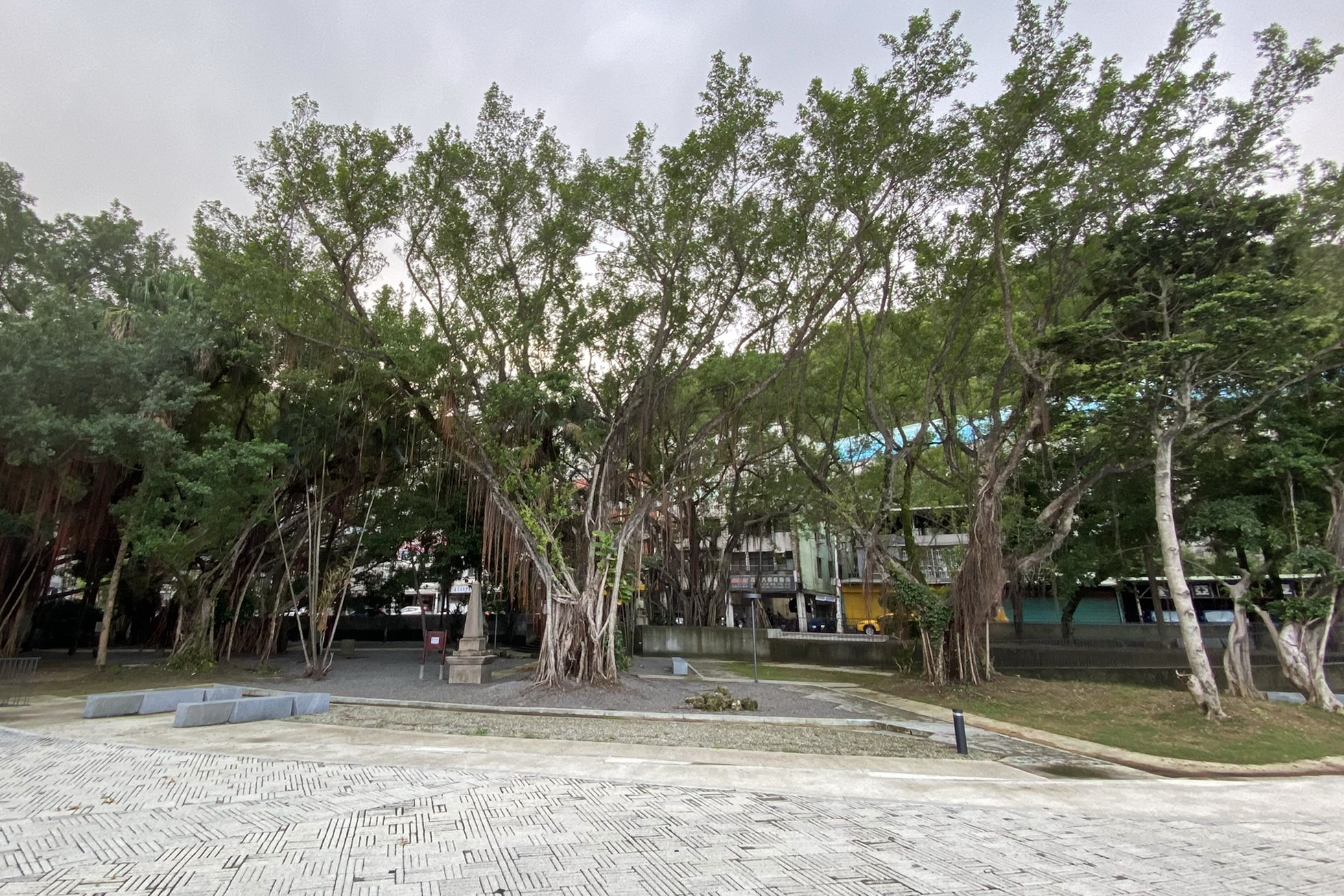
清法戰爭紀念園區

截至2012年2月11日，基隆市文化局已經調查研究並且出版成果的有形文化資產有：
- 古蹟、歷史建築、聚落：
  - 基隆市港區的歷史建築
  - 基隆市傳統建築
  - 基隆市港區的歷史紀念碑
- 文化景觀：
  - 基隆市暖暖區的荖寮坑產業
  - 基隆暖暖地域的歷史、文化
  - 崁仔頂文化
  - 基隆的礦業
  - 基隆的漁業

截至2012年2月11日，基隆市文化局已經調查研究並且出版成果的無形文化資產有：
- 民俗及有關文物：
  - 基隆廟口文化
- 古物：
  - 基隆的古文書
  - 基隆的文學類資源

著名地方歌曲，則有《港都夜雨》等。

### 文化節慶
基隆炮獅
每年農曆一月元宵節舉行，由基隆市西定路聚樂社辦理，在元宵節當日下午由西定路出發，舉行四大廟拜廟遶境表演，依序遶經基隆護國城隍廟、慶安宮、奠濟宮、覺修宮等廟，最後於基隆市文化中心前所預先搭好的炮台表演舞獅。
龍舟嘉年華
每年農曆五月端午節舉辦，為台灣少數的海上龍舟競渡，原先於正濱漁港舉辦，後改至碧砂漁港舉行，並委由安樂高中、中山高中輪流承辦。
外木山海上長泳
每年國曆六月舉行，於基隆外木山風景區舉行，由暖暖高中承辦。
和平島王爺海上遊江
由和平島社靈廟舉行，主要祭典為每年農曆6月15日舉行的王爺生遶境與海上游江、宴王活動。
雞籠中元祭
每年農曆七月舉行的雞籠中元祭，是每年基隆最盛大的民俗祭典，目前已名列為台灣十二大地方慶節之一。中元祭起源於清治時漳泉移民間的長期械鬥，當時地方人士提議「以鬥陣頭代替鬥人頭」，並選在中元節紀念這些客死他鄉的孤魂。從1855年（清咸豐五年）至今，形成了現在的開鬼門、迎斗燈、迎水燈、放水燈、關鬼門...等諸多崇敬亡靈的儀式。每年國曆八月初，「慶讚中元」的旗幟飄滿市區，開啟了中元祭的序幕，到了農曆七月十四日晚上的水燈遊行達到整個祭典的高潮，更讓民間俗稱「鬼月」的農曆七月充滿了另一種和諧的氣氛。
鎖管季
每年國曆八月小管盛產期舉行。
雞籠北管亂彈戲曲藝術節

### 著名廟宇
- 主普壇：創立自1929年，臺灣重要民俗祭典雞籠中元祭的普渡地點
- 基隆慶安宮：建於清乾隆四十五年（1780年），其主神被稱作「基隆媽」，為基隆三大廟及基隆八景之一
- 奠濟宮：主祀開漳聖王，建於清光緒元年（1875年），基隆廟口夜市即以奠濟宮得名，為基隆三大廟之一
- 基隆護國城隍廟：建於清光緒十三年（1887年），為一主奉基隆廳城隍的城隍廟，為基隆三大廟之一
- 暖暖安德宮：建於清嘉慶六年（1801年），為暖暖的信仰中心，其主神稱為「暖暖媽祖」
- 暖暖東興廟：建於清咸豐二年（1852年），原名里主尊王廟
- 和平島天后宮：建於清乾隆十二年（1747年）
- 基隆慈雲寺：建於清光緒二年（1876年）
- 靈泉禪寺：建於1903年，為月眉山派本山
- 哨船頭覺修宮：1902年自淡水行忠堂分香而來
- 仙洞巖：為基隆市第一處文化景觀
- 基隆聖安宮：為大甲鎮瀾宮的首座分香廟
- 基隆濟安宮：建於1975年，主祀關聖帝君、何仙姑
- 暖暖雙生土地公廟：為當地兩座土地祠的合稱
- 百福中埔福德宮：位於基隆河畔的土地祠兼觀音寺
- 頂圳福德宮：建於清道光十四年（1834年）
- 代明宮：原為基隆地區最早設立的齋教龍華派源齋堂
- 老大公廟：祭祀泉漳械鬥去世的民眾，演變成今日的雞籠中元祭。
- 七堵慶濟宮：原先廟址位於七堵國小旁，1967年安座於現址，主祀天上聖母
- 基隆百福宮：位於基隆市七堵區福一街136號，建於1986年
- 基隆大德廟：建於1961年，主祀「五使公」大德禪師楊延德
- 社寮社靈廟：俗稱王爺公廟，為和平島居民公廟，主祀林溫傅三府王爺
- 基隆福德宮：以官道為核心，四周發展為街市，建於清道光29年（1849年）
- 獅球嶺平安宮：創立於清乾、嘉年間，為基隆市歷史最久的土地廟。
- 大竿林代天宮：主祀孚佑帝君，當地人稱為「仙公廟」，創建於日治昭和8年（1933年）
- 基隆西國三十三所靈場
- 大佛禪寺，座落於基隆市中正公園壽山之巔

### 大眾媒體

#### 電視
- 吉隆有線
- 大基隆有線（取得籌設許可，未正式營運）

#### 廣播
| 頻率         | 電台名稱                         |
| ------------ | -------------------------------- |
| 88.9 百萬赫  | 北部調頻廣播                     |
| 89.3 百萬赫  | 全景廣播（快樂聯播網）           |
| 89.7 百萬赫  | 淡水河廣播電台                   |
| 90.1 百萬赫  | 台北健康電台（GoldFM聯播網）     |
| 90.5 百萬赫  | 大樹下廣播電台                   |
| 90.9 百萬赫  | 佳音廣播電台                     |
| 91.3 百萬赫  | Bravo FM（好家庭聯播網）         |
| 91.7 百萬赫  | POP Radio                        |
| 92.1 百萬赫  | 飛碟聯播網                       |
| 92.7 百萬赫  | 亞洲電台（亞洲廣播網）           |
| 93.1 百萬赫  | 台北廣播電台                     |
| 93.7 百萬赫  | 寶島客家廣播電台                 |
| 94.3 百萬赫  | 警廣治安交通網台北台             |
| 94.7 百萬赫  | 大漢電台（為地下電台）           |
| 96.3 百萬赫  | 原住民族廣播電台                 |
| 96.7 百萬赫  | 環宇廣播電台                     |
| 96.9 百萬赫  | 輕鬆電台                         |
| 97.3 百萬赫  | 綠色和平電台                     |
| 97.7 百萬赫  | 台灣聲音廣播電台                 |
| 98.1 百萬赫  | News98                           |
| 98.5 百萬赫  | 寶島新聲廣播電台                 |
| 98.9 百萬赫  | 人人電台（好事聯播網）           |
| 99.7 百萬赫  | 愛樂電台                         |
| 100.1 百萬赫 | 教育廣播電台                     |
| 100.7 百萬赫 | 台北國際社區廣播電台（ICRT）     |
| 103.3 百萬赫 | 中廣流行網（i like Radio）       |
| 104.1 百萬赫 | 正聲台北調頻台                   |
| 104.9 百萬赫 | 警廣全國治安交通網               |
| 105.9 百萬赫 | 講客廣播電臺                     |
| 106.5 百萬赫 | 漢聲廣播電台                     |
| 106.9 百萬赫 | 桃園廣播                         |
| 107.7 百萬赫 | 台北之音廣播電台（Hit FM聯播網） |
| 648 千赫     | 中廣新聞網                       |
| 792 千赫     | 基隆廣播電台                     |
| 819 千赫     | 正聲台北調幅台                   |
| 1404 千赫    | 益世廣播電台                     |

## 公共設施

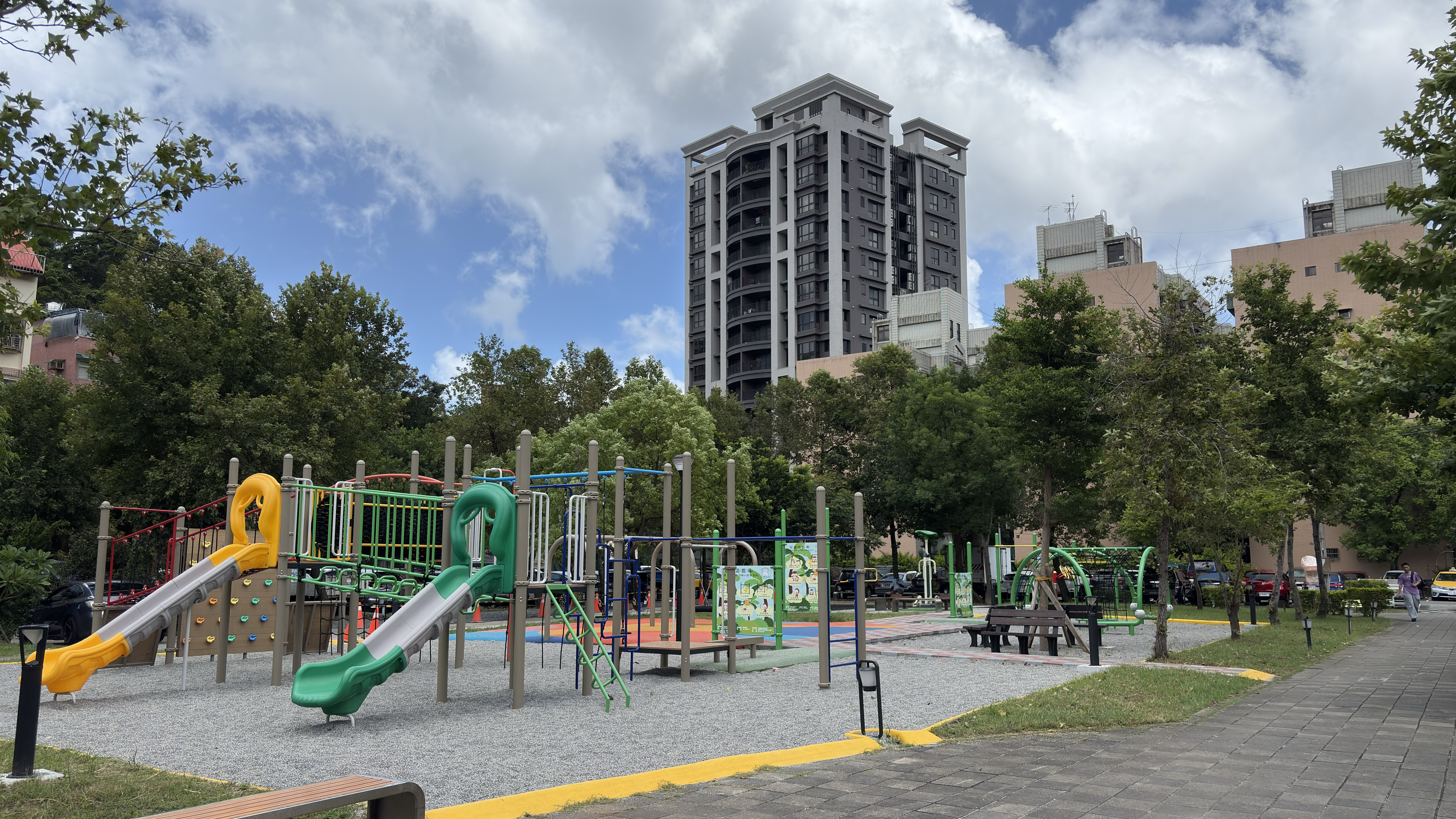
真砂社區公園

| - 文化設施 - 基隆文化中心（基隆市文化局） - 主普壇（位於中正公園，為雞籠中元祭主普場所） - 基隆史蹟館（舊市長官邸，位於中正公園） - 國立海洋科技博物館 - 地方特色文物館 - 鷄籠中元文化館 - 陽明海洋文化藝術館 - 黃蠟石文化館 - 公園與公共綠地 - 中正公園 - 東岸廣場（和平廣場） - 海洋廣場 - 國門廣場 - 東一碼頭公園 - 八子海濱公園 - 情人湖公園 - 基隆河河濱綠帶 - 暖暖運動公園 - 暖暖親水公園 - 暖江兒童公園 - 大武崙森林公園 - 協和文化親子健康公園 - 真砂社區公園 | - 圖書館 - 基隆市文化局圖書館 - 周氏圖書館 - 基隆市各區區立圖書館 - 體育設施 - 基隆市立田徑場（位於信義區） - 基隆市立體育館／基隆市立游泳池（位於信義區） - 基隆市立羽球館（位於暖暖區） - 基隆市立棒球場（位於大武崙） - 基隆市立網球場（位於安樂社區） - 社福設施 - 基隆市立仁愛之家（位於佛祖嶺） - 基隆市私立博愛仁愛之家（位於碇內） - 基隆市殯葬管理所（位於南榮路） | - 公有零售市場 - 基隆市七堵公有零售市場 - 基隆市富貴公有零售市場 - 基隆市仁愛公有零售市場 - 基隆市信義公有零售市場 - 基隆市博愛公有零售市場 - 基隆市西定公有零售市場 - 基隆市成功公有零售市場 - 基隆市百福公有零售市場 - 東光市場 - 源遠市場 - 祥豐市場 - 調和市場 - 三民市場 - 武隆市場 - 公有攤販集中場 - 安和攤販集中場 - 明德攤販集中場 - 月眉攤販集中場 - 中船攤販集中場 |

## 教育

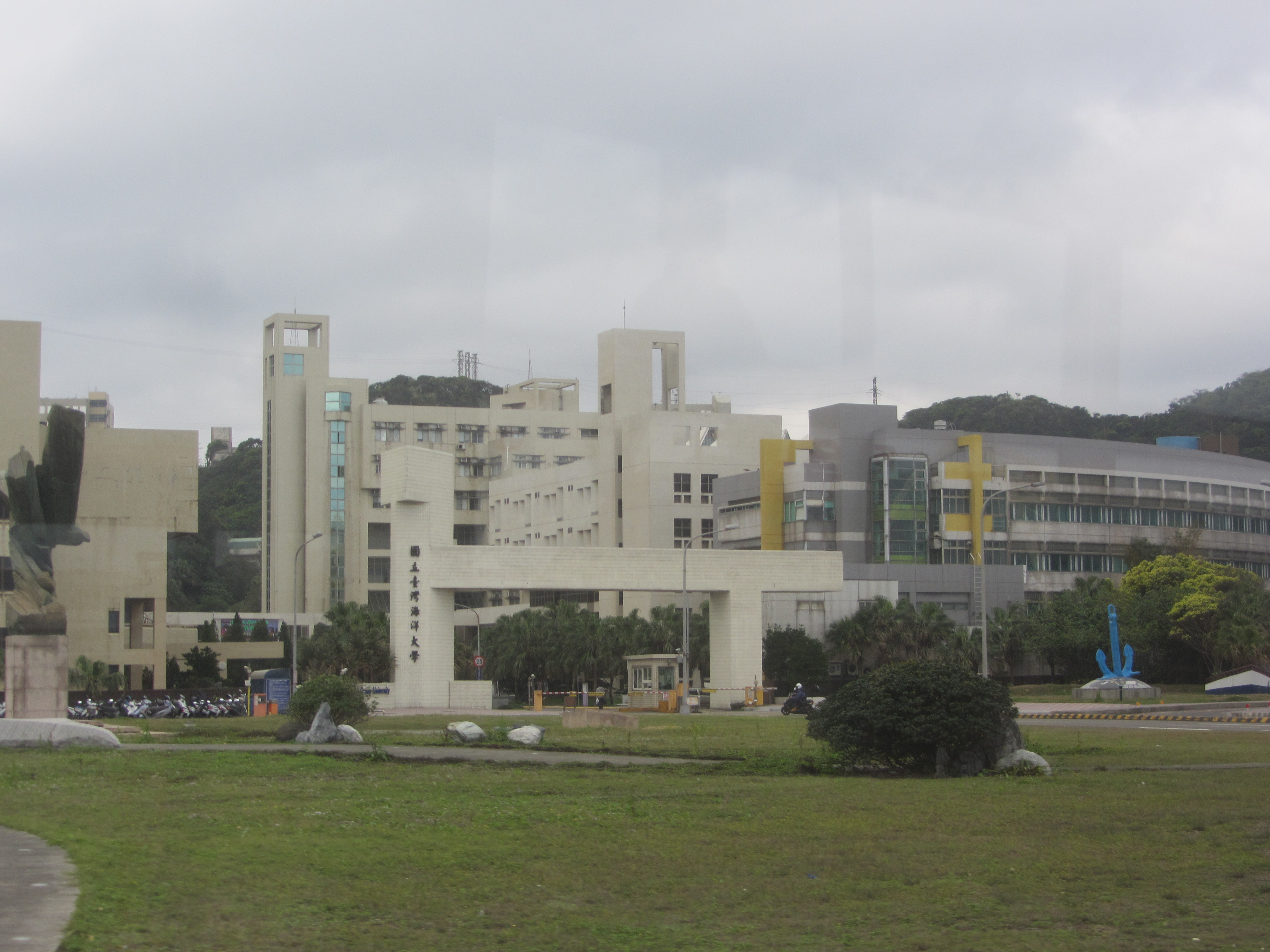
國立臺灣海洋大學濱海校區校門

### 大專院校
基隆市現有高等教育院校3所，分別為國立臺灣海洋大學（海大）、崇右影藝科技大學及經國管理暨健康學院。其中，海大為基隆市唯一的綜合大學，也是臺北聯合大學系統成員，以商船、海洋學聞名。

### 高級中等學校
基隆的公私立高級中學13所，分別有國立基隆高級中學、國立基隆女子高級中學、基隆市私立二信高級中學、輔大聖心高級中學、基隆市立中山高級中學、基隆市立八斗高級中學、基隆市立安樂高級中學、基隆市立暖暖高級中學等普通型高級中學八校，以及國立臺灣海洋大學附屬基隆海事高級中等學校、國立基隆高級商工職業學校、光隆高級家事商業職業學校、培德高級工業家事職業學校等技術型高級中學四校與國立基隆特殊教育學校共十三校。
然而，受到大臺北生活圈磁吸效應以及基北區高中聯招影響，基隆許多國中畢業學子多半選擇雙北地區的高中職通勤就學，基隆學子的第一志願為臺北市立建國高級中學、臺北市立第一女子高級中學、國立臺灣師範大學附屬高級中學等校，使得基隆在地高中招生大受影響，學子外流現象使得基隆地區高中素質逐漸下滑，多年來包括基隆高中及基隆女中等在地高中職在國中教育會考免試入學招生均不理想，出現0分錄取以及缺額未招滿的情形。

### 其他
其他公立教育機構計有11所國民中學、42所國民小學、3所幼兒園。

## 醫療

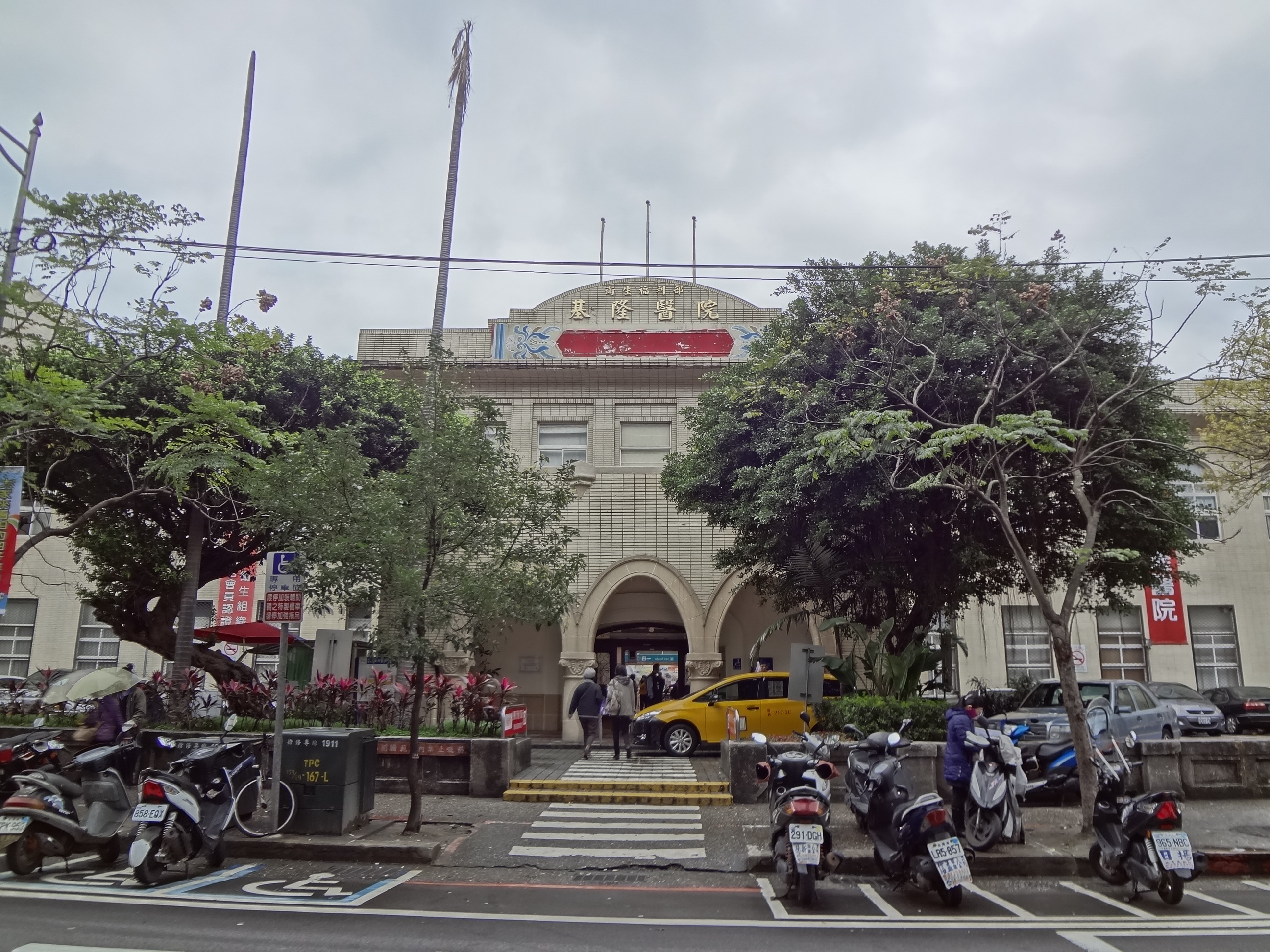
衛生福利部基隆醫院

- 衛生福利部基隆醫院
- 長庚醫療財團法人基隆長庚紀念醫院
  - 院本部
  - 情人湖院區
- 三軍總醫院基隆分院
  - 正榮院區（院本部）
  - 孝二院區
- 基隆市立醫院
  - 院本部
  - 門診中心
- 臺灣礦工醫院

## 國際交流

### 姐妹市
- 新南威爾斯州 - 麥里克偉利（Marrickville, NSW）
- 菲律賓 - 巴科拉德市
- 菲律賓 - 達沃市
- 帛琉 - 熱切隆州（Ngaraard）
- 日本沖繩縣 - 宮古島市（2007年6月締結）[36]
- 慶尚北道 - 尚州市（2013年8月26日締結）[37]
- 日本廣島縣 - 吳市（2017年4月28日締結）
- 美国 猶他州 - 鹽湖城（Salt Lake City, UT）
- 美国 加利福尼亞州 - 柔似蜜（Rosemead, CA）
- 美国 加利福尼亞州 - 金寶市（Campbell, CA）
- 美国 華盛頓州 - 雅齊馬（Yakima, WA）
- 美国 華盛頓州 - 塔科馬（Tacoma, WA）
- 美国 德克薩斯州 - 考柏克利士（Corpus Christi, TX）
- 美国 伊利諾州 - 芝加哥南郊市長協會（SSMMA）
- 加拿大安大略省 - 雷灣（Thunder Bay, ON）
- 彭塔雷納斯省 - 泮大連（Puntarenas）
- 智利塔拉帕卡大區 - 伊基克（Iquique）
- 阿根廷布宜諾斯艾利斯省 - 坎巴那市（Campana）
- 南非東開普省 - 東倫敦市（East London）

### 友好城市
- 日本香川縣 - 高松市（2017年5月1日締結）
- 日本熊本縣 - 八代市（2018年4月19日締結）

## 延伸阅读
[在维基数据编辑]
 《明史卷三百二十三》，出自《明史》

### 腳註
1. ↑  .   [2019-07-18]. （原始内容存档于2020-03-16）.
2. 1 2  . 基隆市政府.   [2019年4月3日]. （原始内容存档于2019年4月3日）. 在行政區域劃分方面，本市共分為七個區，即中正區、信義區、仁愛區、中山區、安樂區、暖暖區與七堵區，
3. 日治時期歷史假名遣引自：鐵道省. . 國立國會圖書館. 1937年12月: 頁518  [2022-01-23]. （原始内容存档于2021-11-07）.（日語）
4. 英譯引自：鐵道省. . 國立國會圖書館. 1937年12月: 頁241  [2022-01-23]. （原始内容存档于2021-11-08）.（日語）、. 中央研究院人文社會科學研究中心地理資訊科學研究專題中心.   [2022-01-23]. （原始内容存档于2019-06-30）.
5. 1 2  呂理政. . Universidad de Sevilla. 2006: 338 [2006]. ISBN 978-957-638-691-6 （西班牙语）.（繁體中文）:3341631年，中國商人帶了大量的絲來到雞籠，枯等一年，只能以低價賣給西班牙駐軍。傳教士……
6. ↑  . 故事 StoryStudio. 2015-12-26  [2022-04-05]. （原始内容存档于2022-03-31）.
7. ↑  張燮. . 1617. 雞籠、淡水：雞籠山、淡水洋，在彭湖嶼之東北，故名北港、又名東番云
8. ↑  .   [2022-06-02]. （原始内容存档于2022-06-11）.
9. ↑  . 博客來OKAPI.   [2017-02-26]. （原始内容存档于2017-02-26） （中文（臺灣））.
10. ↑  零售店鋪活躍指數. . 零售店鋪活躍指數.   [2021-02-09]. （原始内容存档于2021-01-16）.
11. ↑  「霧鎖基隆港」絕美瞬間曝：宛如仙境 （页面存档备份，存于） - 三立新聞 2021.03.29
12. ↑  . 基隆市政府民政處.   [2022-12-03]. （原始内容存档于2022-12-03） （中文（臺灣））.
13. ↑  . 中華民國統計資訊網.   [2022-12-03]. （原始内容存档于2022-11-12） （中文（臺灣））.
14. ↑  . 基隆市政府. 2021-09-11  [2023-07-29]. （原始内容存档于2023-10-28） （中文（臺灣））.
15. ↑  . 基隆市政府.   [2023-07-29]. （原始内容存档于2023-09-22） （中文（臺灣））.
16. ↑  . 基隆市議會.   [2023-07-29]. （原始内容存档于2023-12-01） （中文（臺灣））.
17. ↑  . 臺灣基隆地方法院. 2021-05-05  [2023-07-29]. （原始内容存档于2022-06-18） （中文（臺灣））.
18. ↑  . 臺灣高等法院. 2020-11-02  [2023-07-29]. （原始内容存档于2023-06-09） （中文（臺灣））.
19. ↑  . 臺灣基隆地方檢察署. 2016-05-19  [2023-07-29]. （原始内容存档于2023-09-21） （中文（臺灣））.
20. ↑  《台灣與大陸政治評論集》，林清察，2006年
21. ↑  《台灣地方派系與權力結構》，王建民，2003年。
22. ↑  設計／許靜之, 卓冠齊、歐姵君／整理報導. . 公視新聞網 PNN. 2022-02-22  [2022-02-22]. （原始内容存档于2022-03-21）.
23. ↑  .   [2013-05-17]. （原始内容存档于2020-02-15）.
24. ↑  勞動部. .   [2019-07-17]. （原始内容存档于2019-07-17）.
25. ↑  公視新聞網《基隆雨PH值3.9 像醋一樣酸》2011-08-02
26. ↑  行政院環境保護署. .   [2019-07-17]. （原始内容存档于2020-09-15）.
27. ↑  .   [2022-04-15]. （原始内容存档于2022-04-05）.
28. ↑  . 國立臺灣歷史博物館藏品資料. 原始内容存档于2022-08-16.
29. ↑  .   [2015-04-19]. （原始内容存档于2015-09-12）.
30. ↑  守護田寮河的十二生肖 的存檔，存档日期2014-08-24.
31. ↑  台灣文學館出版《2007 台灣文學年鑑》的「文學活動相關基金會」與「文學社團」名錄。
32. ↑  .   [2024-02-05]. （原始内容存档于2024-02-05）.
33. ↑  .   [2024-02-05]. （原始内容存档于2024-02-05）.
34. ↑  .   [2024-02-05]. （原始内容存档于2024-02-05）.
35. ↑  .   [2007年8月20日]. （原始内容存档于2007年9月26日）.
36. ↑  .   [2020-02-19]. （原始内容存档于2020-04-02）.

### 文獻
書籍
- 那路灣公司. . 臺灣: 戶外生活. 2000-12-06. ISBN 957-898-785-4 （中文）.（繁體中文）
- 曹銘宗; 施政廷（繪者）. . 臺北市: 聯經出版社. 2008-06-23 [2008]. ISBN 978-957-083-294-5 （中文）.（繁體中文）
- 曹銘宗; 陳雅玲. . 基隆市: 基隆市立文化中心. 1997. ISBN 957-008-815-X （中文）.（繁體中文）
- 洪英聖. . 情歸故鄉4 (臺北市: 時報文化). 2004-10-11 [2004]. ISBN 957-134-211-4 （中文）.（繁體中文）
- 基隆市文化中心. 袁台平; 林秀眉; 王振蕙; 廖瓊瑤; 林陳崇; 李淑寶; 王素琴; 謝德淵; 趙允良; 洪連成（編審）; 余燧賓（總編輯） , 编. . 基隆市文化中心. 1997-10-01 [1997]. ISBN 957-020-424-9.（歷史相片為主，文字為輔）
- 洪連成. . 基隆市政府. 1995-07-01 [1993]. ISBN 957-001-832-1.

## 外部連結
- 基隆市政府 （页面存档备份，存于）
- 基隆旅遊網 （页面存档备份，存于）（基隆市政府建置）
- 基隆旅遊網的Facebook專頁（基隆市政府建置）
- OpenStreetMap上有關基隆市的地理
- 沙灣世紀風華(完整版) （页面存档备份，存于）基隆市文化局 2020-08-28